# Schloss Klink
Das Schloss Klink ist ein Herrenhaus, das zum 1345 erstmals erwähnten ehemaligen Rittergut in Klink im Landkreis Mecklenburgische Seenplatte in Mecklenburg-Vorpommern gehört.
Es befindet sich unweit der Bundesstraße 192 auf der Landenge zwischen der Müritz und dem Kölpinsee.

## Geschichte

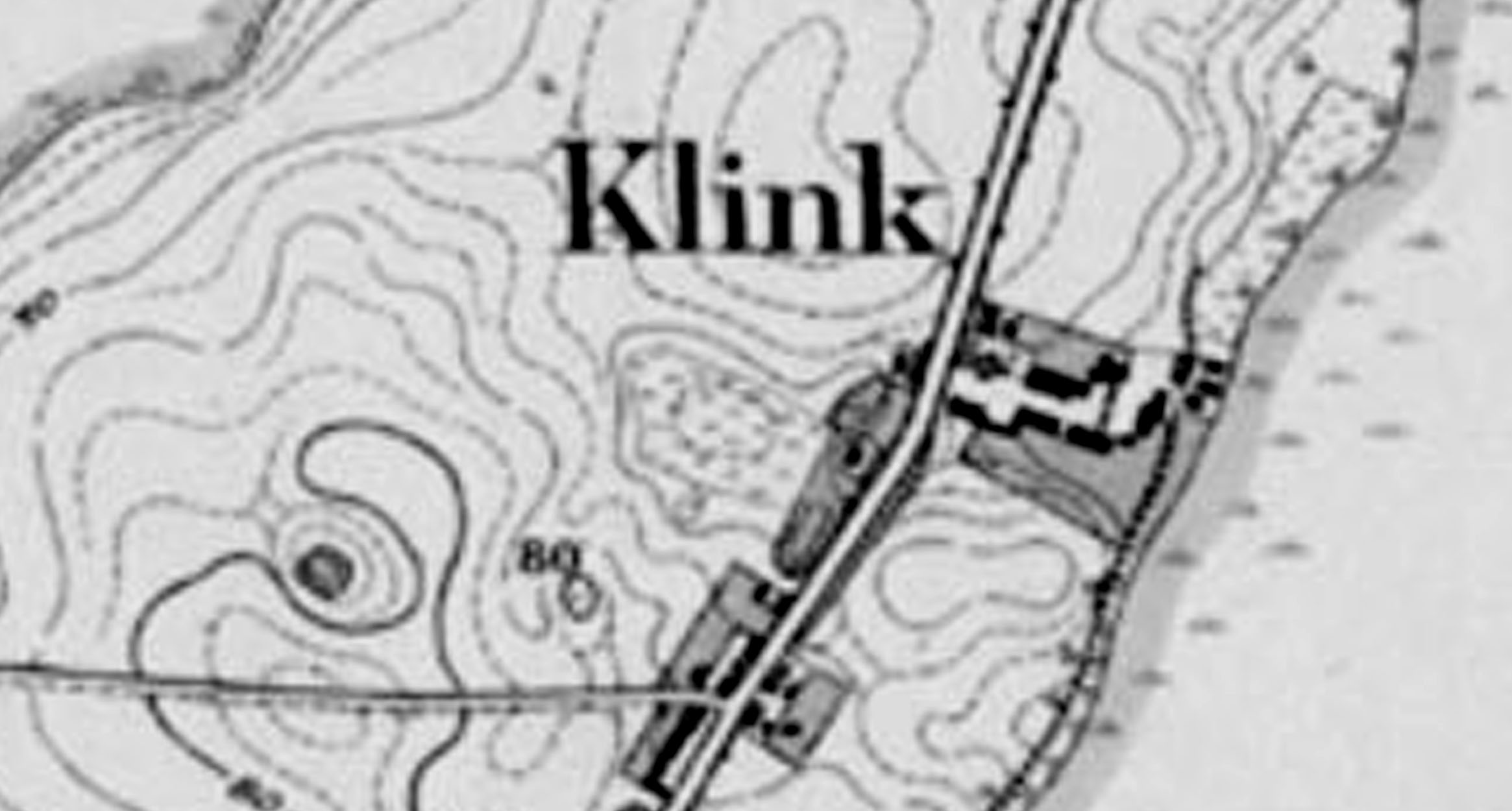
Ausschnitt aus dem Messtischblatt 2541 von 1880–1882

Das Lehngut Klink wurde 1345 erstmals urkundlich erwähnt.
Es hatte ständig wechselnde Eigentümer. Neben zahlreichen Vorgängern wird in der jüngeren Geschichte im Jahr 1821 Christian Friedrich Bernhard Kähler als Besitzer erwähnt. 1836 ist der Eigentümer Leopold Ernst Heinrich Friedrich Kähler. Im gleichen Jahr werden die Zugehörigkeit des Gutes zum Amt Wredenhagen und an Baulichkeiten eine Schule, eine Schmiede und eine Mühle genannt. 1845 werden außerdem 12 Herdstellen und 100 Bewohner erwähnt und die Kirche als Filialkirche von Sietow bezeichnet.
1857 wurde das Anwesen so beschrieben:

„Hof mit Kirche – vagirender Mutterkirche-jetzt zu Sitow sich haltend-, Schule, Schmiede, Mühle, Ziegelei und 128 Einw., zur Erneuerung des Lehnbriefs verpflichtetes Lehngut des L.E.H.F. [Leopold Ernst Heinrich Friedrich] Kähler, steuert von 1319 Scheffeln und hat 298,165 Quadratruten mit einem Antheil an der Müritz. Der eng bebaute Hof hat ein steinernes Thorgebäude. Die hohe, aber thurmlose Kirche ist ein neuerer Bau.“

 Das Aussehen des Gutes ist lediglich auf einem Meßtischblatt von 1882 zu erkennen (siehe Abb.). 1891 wurde im Regierungsblatt für Mecklenburg-Schwerin die Allodification des Lehngutes Klink im Amt Wredenhagen bekanntgegeben. Zu dieser Zeit befand sich das Gut im Besitz von Eugen Paul Georg Heinrich Hahn.

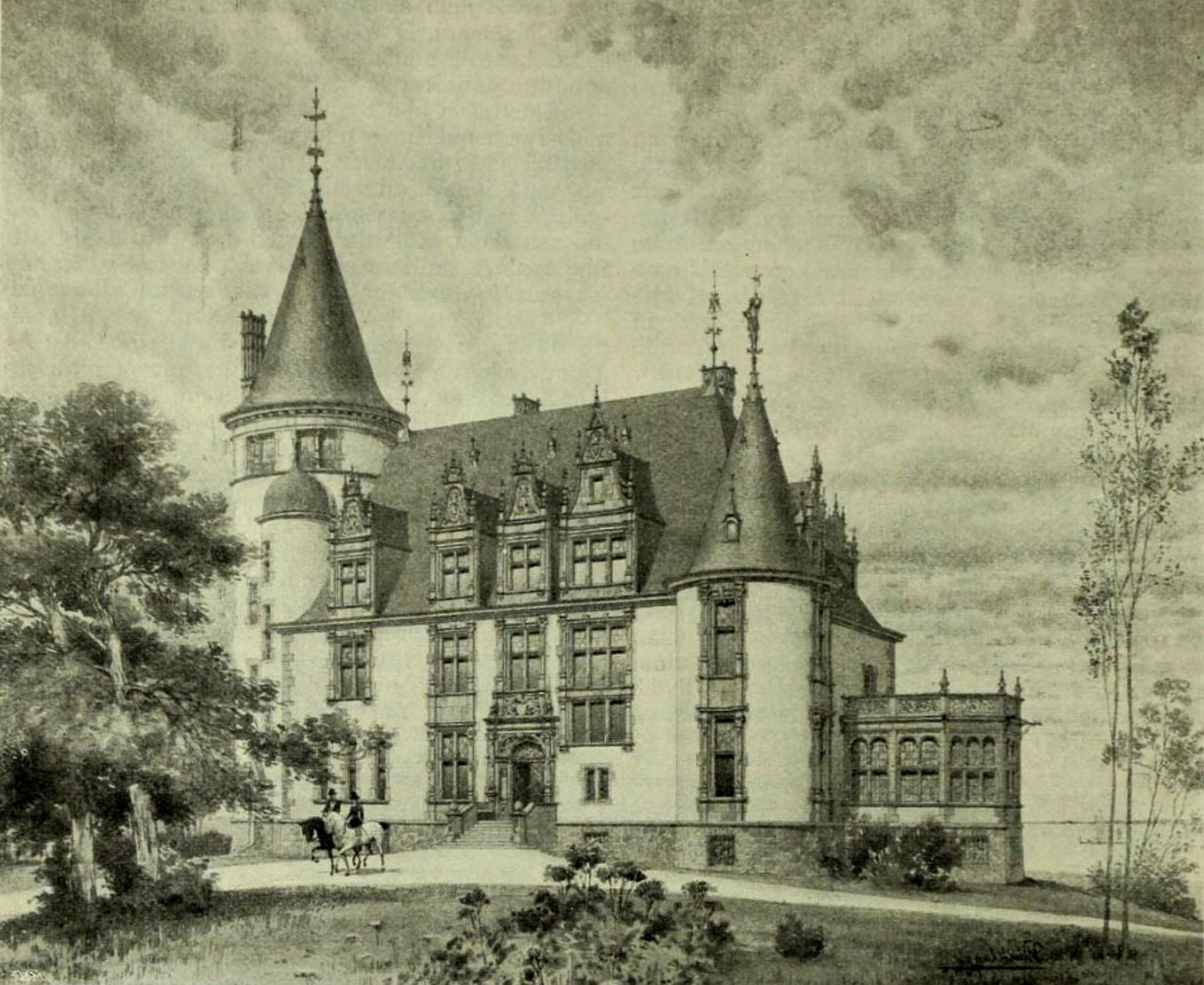
Schloss Klink, Ostansicht, 1903 (ohne Erweiterungsbau)

Von diesem erwarb 1897 Arthur von Schnitzler aus der rheinischen Bankiersfamilie Schnitzler das Rittergut Klink mit einer Fläche von 646 Hektar und erweiterte es noch im selben Jahr durch den Zukauf weiterer Ländereien auf insgesamt etwa 1150 Hektar.
Da die vorhandenen Gutsgebäude nicht den Ansprüchen des neuen Besitzers genügten, wurden alle Baulichkeiten abgebrochen und ein neuer Wirtschaftshof mit Herrschaftshaus (Schloss) errichtet. Das Schloss und alle zu Wohnzwecken dienenden Gebäude wurden von den Architekten Grisebach  & Dinklage aus Berlin  entworfen. Die Arbeiten am Schloss wurden im Jahr 1898 abgeschlossen. Im selben Jahr wurde auch der Wirtschaftshof, bestehend aus dem Wirtschaftsgebäude, dem Torhaus (Gärtner- und Pförtnerhaus) und weitere Nutzgebäuden errichtet. Gleichzeitig wurde der Schlosspark angelegt und an der Müritz ein Bootshafen gebaut.
Am 14. Februar 1917 starb Arthur von Schnitzler und die Güter wurden zu je einem Viertel auf die Ehefrau und die drei Töchter aufgeteilt. Im Oktober desselben Jahres heiratete die erste Tochter Ilse den Juristen Walter von Hecker auf Schloss Klink; diese Ehe wurde 1921 geschieden. 1923 folgte die Hochzeit der Tochter Hildegard mit dem brandenburgischen Gutsbesitzer Hanscarl von Bose-Kümmernitz (1885–1965), zuletzt Oberst a. D. und Ehrenkommendator des Johanniterordens. Im September 1927 war die Hochzeit der Tochter Cornelia mit ihrem ersten Mann Oberst Otto von Kries, der später als Generalmajor im Krieg starb. Cornelia heiratete 1939 ein weiteres Mal, diesmal den Grafen Hans-Jürgen von Blumenthal. Dieser wurde wegen seiner Teilnahme am Attentat auf Adolf Hitler am 20. Juli 1944 festgenommen und am 13. Oktober 1944 hingerichtet.
Vor 1930 betrug die Gutsgröße von Klink, damals ein Allodgut, mit Berendswerder 833 ha. Der Gutsbetrieb wurde durch einen Administrator geleitet. Das Gut Eldenburg beinhaltete zeitgleich 109 ha, Gut Grabenitz 1.039 ha. Als Gesamteigentümer galten die Arthur v. Schnitzler Erben. 1945 beschlagnahmte die Rote Armee das Schlossensemble und nutzte es als Kommandantur. Die Witwe Hedwig von Schnitzler musste nun in Grabenitz in einer Landarbeiterkate wohnen. Dort starb sie am 22. November 1945, durfte mit Zustimmung des Klinker Schlosskommandanten aber bei ihrem Ehemann im Mausoleum beigesetzt werden.
Im Zuge der Bodenreform wurde das Gut 1945 aufgeteilt.
Nachdem die Rote Armee das Schlossgelände 1946 verlassen hatte, wohnten ab 1948 Flüchtlinge im Schloss.
1958  wurde die Landwirtschaftlichen Produktionsgenossenschaft (LPG) „Eintracht“ gegründet, die den Wirtschaftshof bis 1990 nutzte.
1965 beschloss der Rat der Gemeinde Klink die Übertragung der Rechtsträgerschaft für das Schloss an den VEB Wasserversorgung und Abwasserbehandlung Neubrandenburg. Im Juni des Folgejahres zogen die letzten 20 Familien aus dem Schloss und bekamen Neubauwohnungen in der Klinker Schlossstraße.  Ab 1971 diente das Gebäude als Schulungs- und Erholungsobjekt Schloß Klink.

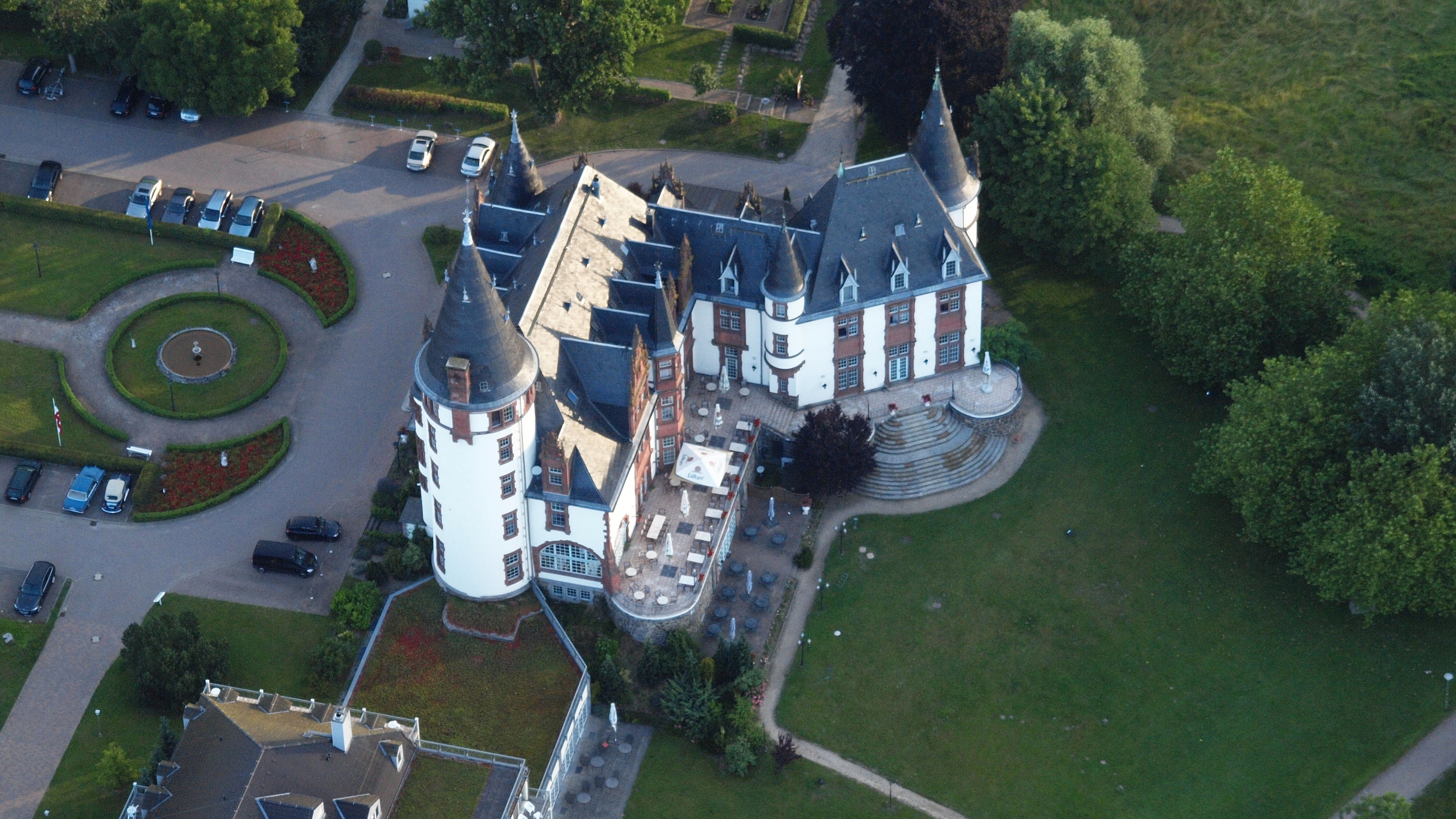
Luftaufnahme (2014)

Nach der Wende und der Deutschen Wiedervereinigung wurde Schloss Klink von der Treuhandanstalt als „nicht betriebsnotwendige Immobilie“ eingestuft und zum Verkauf ausgeschrieben. Die LPG wurde 1990 aufgelöst.
1992 kaufte der Bad Homburger Karl E. Brenner Schloss Klink für 4,7 Millionen DM unter der Verpflichtung, es innerhalb von drei Jahren durch Investitionen von 120 Millionen DM zu einem Ferienresort auszubauen und entsprechende Arbeitsplätze zu schaffen. Brenner konnte bis zum vereinbarten Stichtag, dem 31. Oktober 1995, diese Verpflichtung nicht erfüllen, weshalb die nun zuständige Bundesanstalt für vereinigungsbedingte Sonderaufgaben ein Investorenaustauschverfahren durchführte, an dem sich insgesamt 24 Interessenten mit unterschiedlichen Konzepten beteiligten. Den Zuschlag für ein Hotelprojekt erhielten am 30. März 1996 Ernst Walloschke und sein Sohn Guido Gabriel. Die Familie hatte zuvor bereits das Schloss Groß Plasten restauriert und als Hotel in Betrieb genommen. 1998 wurde das Seehotel Schloss Klink eröffnet. Ernst Walloschke starb während der Umbauarbeiten am 23. Dezember 1997. Das Hotel wurde bis September 2020 von Guido Gabriel Walloschke geführt und ging dann in das Eigentum der Gruppe der Privathotels Dr. Lohbeck über.

## Gebäude

### Schloss
Das 1898 fertiggestellte Schloss entstand im Stil der Neorenaissance zum Preis von etwa 378.000 Mark. Vorbild waren die Schlösser der Loire in Frankreich.
Das Schloss ist zweigeschossig und weist einen stark gegliederten Baukörper mit Türmen, Giebeln und Erkern auf. Das steile, nach Norden abgewalmte Satteldach ist gekennzeichnet durch zahlreiche Zwerchgiebel, die der Belichtung der im Dach befindlichen Wohnräume dienen. Das Kellergeschoss ist durch das zum See hin abfallende Gelände auf der Ostseite unter der Terrasse vollständig sichtbar.
Man betrat das Schloss durch eine Halle auf der Parkseite und erreichte von dort die Wohn-  bzw. Präsentationsräume der Familie im Erdgeschoss mit dem Zimmer des Herrn, dem Salon und  dem Zimmer der Dame. Des Weiteren gab es den Speisesaal, ein Rauchzimmer und einen Wintergarten. Von der Halle im Erdgeschoss aus erreichte man über den Treppenturm das Obergeschoss mit einem über der Halle liegenden Vorraum. Hier befanden sich auch das Schlafzimmer der Herrschaft, ein Ankleidezimmer und Gästezimmer. Über eine Nebentreppe gelangte man zum Dachgeschoss mit weiteren Gästezimmern, den Kinderzimmern und einem Fotoatelier. Die Küche befand sich im Kellergeschoss.
Im Jahr 1899 schuf Max Liebermann für das Zimmer der Dame einen Zyklus von Wandbildern. Zum Preis von 10.000 Mark wurden vier Bilder von ihm angefertigt, welche jeweils eine Jahreszeit darstellten. (Kurz nach dem Kriegsende 1945 kam es laut den Erinnerungen von Maria Herzer, einer Enkelin des Ehepaars Schnitzler, im Stockwerk über dem Zimmer mit den Malereien zu einem Wasserrohrbruch. Die aufgeweichten Bilder wurden abgerissen, um an die darunterliegenden Friese zu gelangen, welche zum Einwickeln der Füße genutzt wurden. Sie sind verloren und wurden in der Folge auch nicht als Kopie nachgearbeitet.)

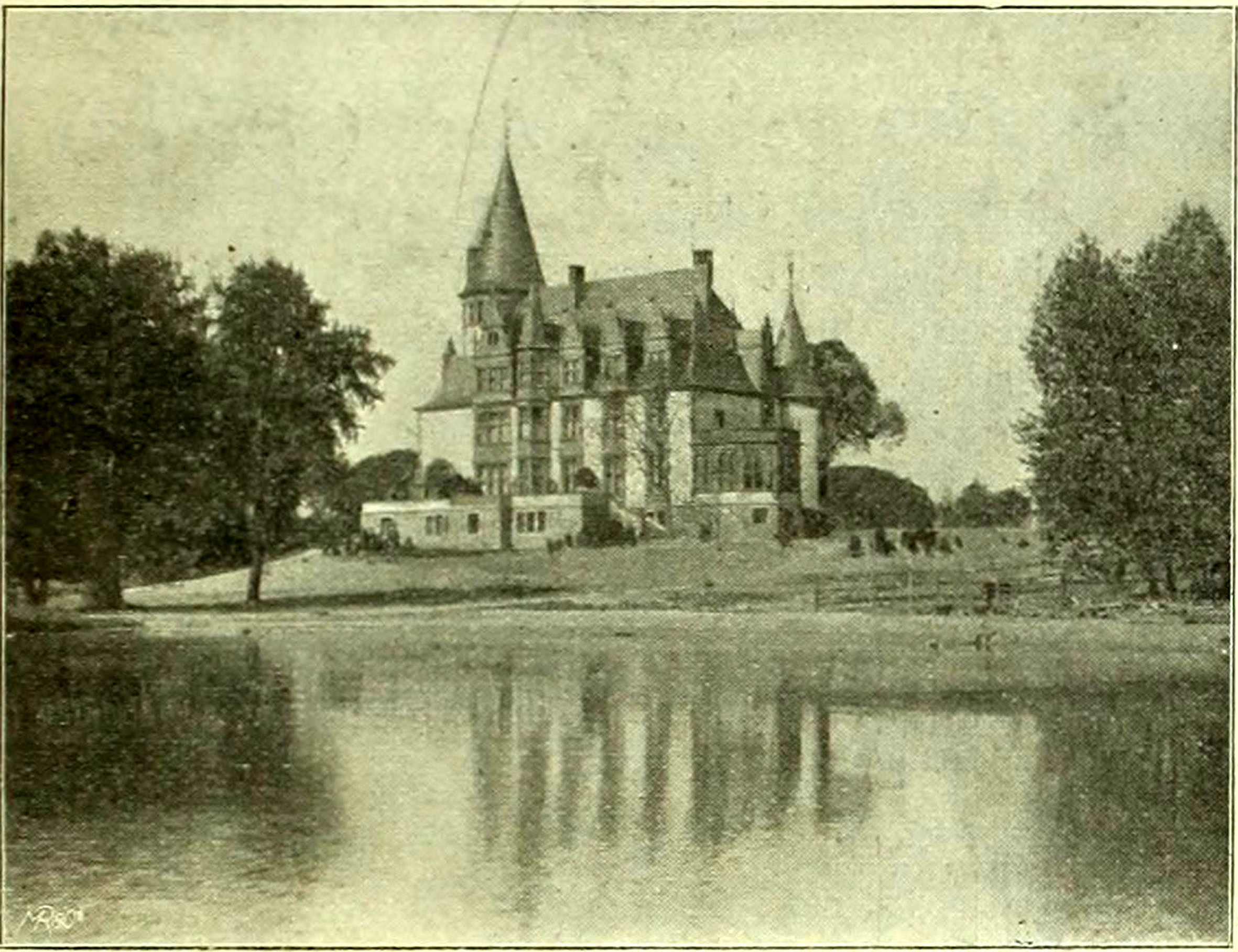
Schloss Klink, Blick von der Müritz aus, 1903 (ohne Erweiterungsbau)
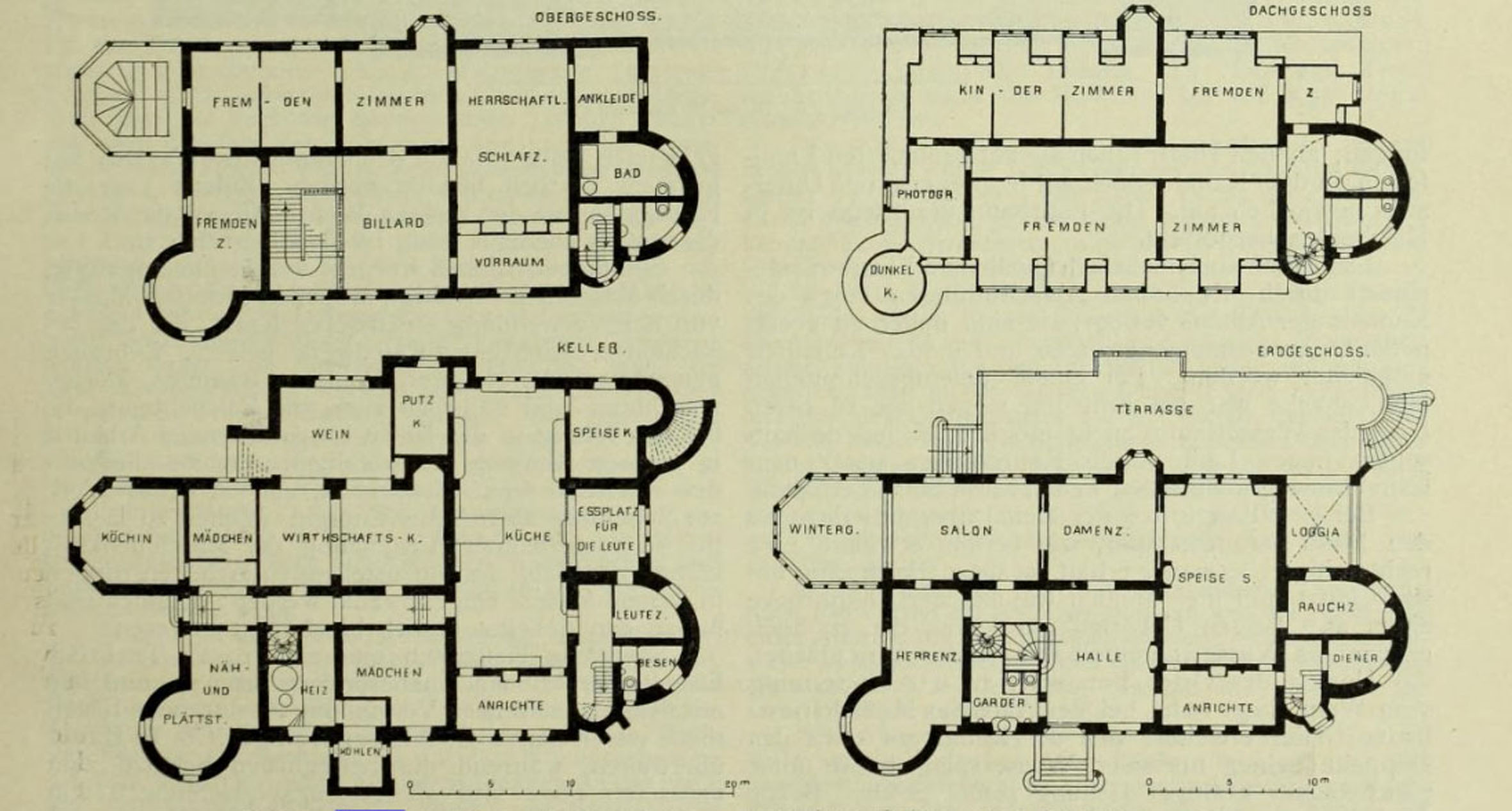
Schloss Klink, Grundrisse, 1903 (ohne Erweiterungsbau)

1913 erfuhr das Schloss eine Erweiterung nach Nordosten, entworfen von den Berliner Architekten Ernst Paulus und Olaf Lilloe zu einem Preis von 240.000 Mark.
Der Erweiterungsbau passte sich in der Fassadengestaltung dem älteren Gebäudeteil an. Er beherbergte einen Spiegelsaal im Erdgeschoss und Gästezimmer im Obergeschoss. Zusätzlich kam es zur Anlage einer weiteren Terrasse in Richtung Müritz.

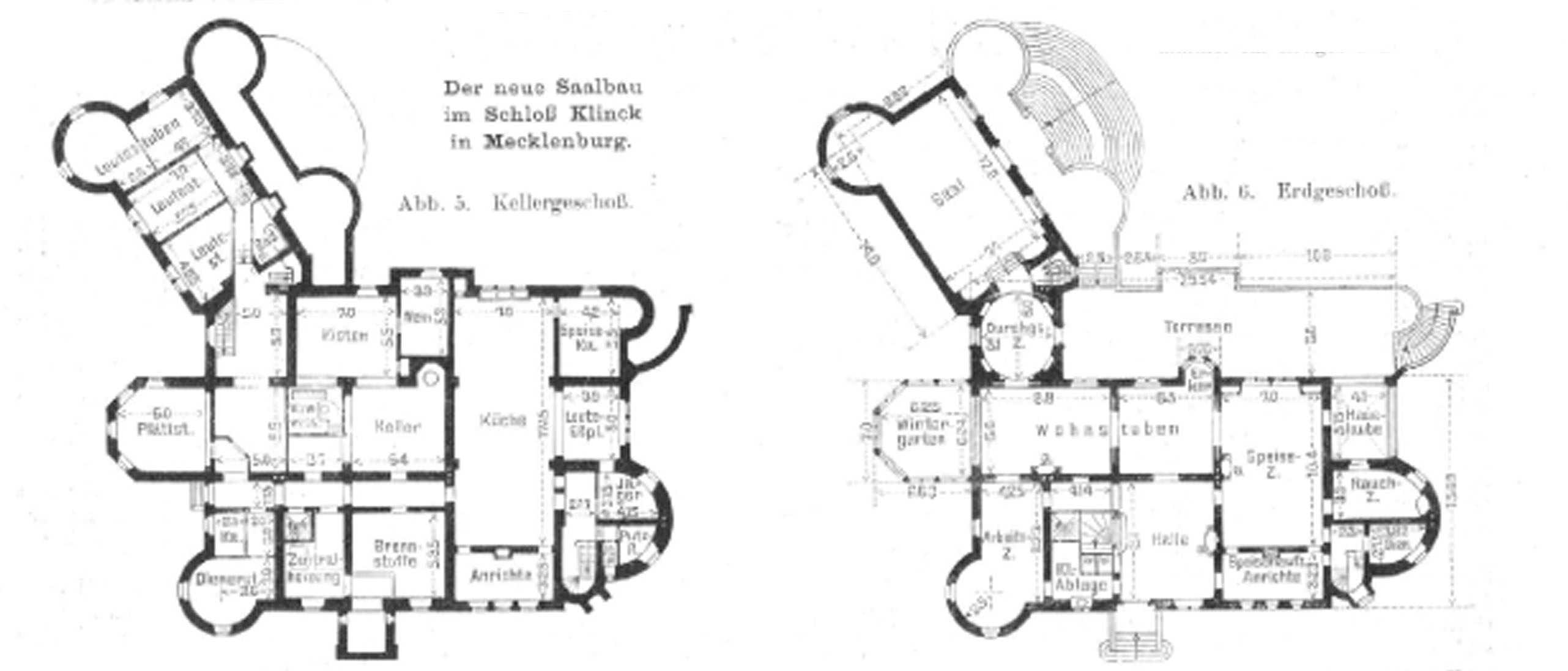
Grundrisse 1913
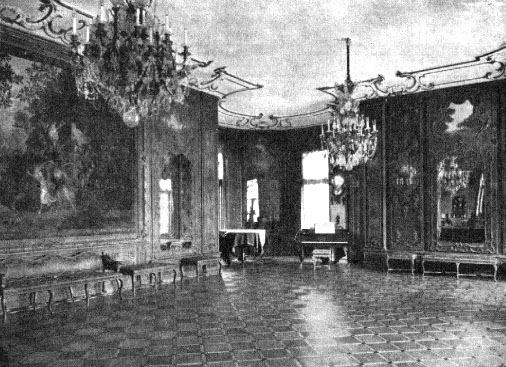
Erweiterungsbau, Spiegelsaal, 1913
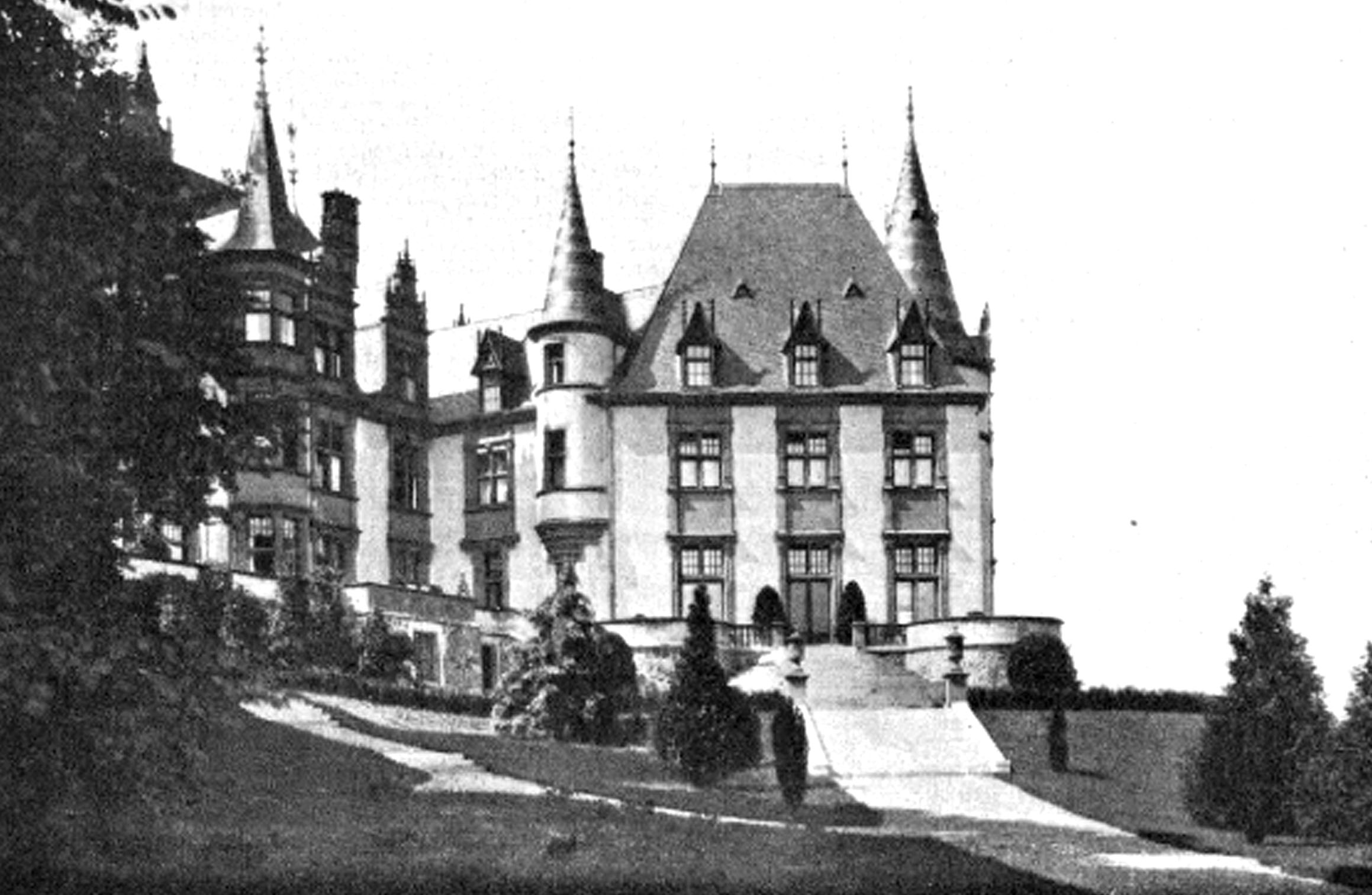
Erweiterungsbau, Seeseite, 1913

1945 richtete die Rote Armee im Schloss eine Kommandantur ein. Nach deren Auszug 1946 stand es längere Zeit leer. Ab September des Jahres 1948 wies die Verwaltung Flüchtlingen Räume im Schloss als Wohnraum zu. Weder Wasserversorgung noch Heizung funktionierten zu dieser Zeit. Die untergebrachten Familien heizten mit provisorischen Zimmeröfen, deren Abgase durch die Fensteröffnungen ins Freie geleitet wurden. Nachdem die Bewohner 1966 das Schloss verlassen mussten, stand es bis 1968 leer. Es wurde dann bis 1971 umgebaut. In diesem Jahr eröffnete das Schulungs- und Erholungsobjekt Schloß Klink. Für bis zu 103 Urlauber standen fortan 40 Ein- bis Vierbettzimmer zur Verfügung. Im Winter diente das Schloss als Schulungszentrum für das Ministerium für Umweltschutz und Wasserwirtschaft.
Nach 1990 sollte das Schloss privatisiert werden, was erst 1996 mit den Investoren Waloscke gelang.  Die Umbauarbeiten in Klink begannen am 30. September 1997 und wurden im Juli 1998 abgeschlossen und das „Seehotel Schloss Klink“ eröffnet.
Im April 2000 wurde das Schloss um die Orangerie erweitert. Insgesamt stehen den Gästen 106 Zimmer inkl. 10 Suiten zur Verfügung. In der Orangerie, die wenige Meter südlich des Schlosses errichtet wurde, befinden sich weitere 73 Zimmer, drei Suiten und auch der 620 m² umfassende Wellnessbereich, über den durch einen unterirdischen Gang auch ein direkter Zugang zum Schloss besteht.
2020 erwarb die Hotelgruppe Dr. Lobeck den Gebäudekomplex.
Der prunkvollste Raum des „Seehotel Schloss Klink“  ist der erhaltene Spiegelsaal. Außerdem bietet die als Wellness-Hotel beworbene Einrichtung ein Schwimmbad für die Nutzer.

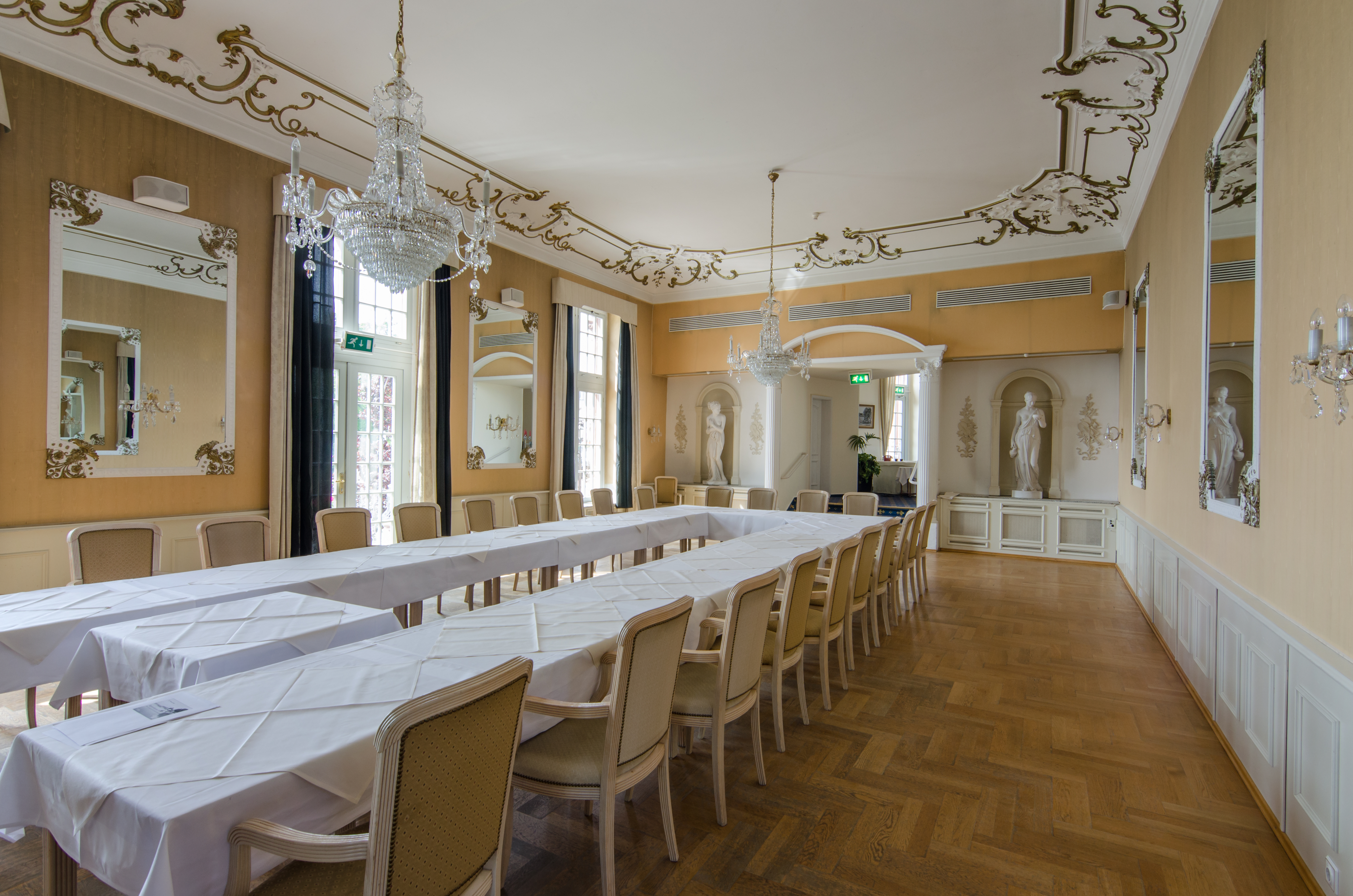
Spiegelsaal
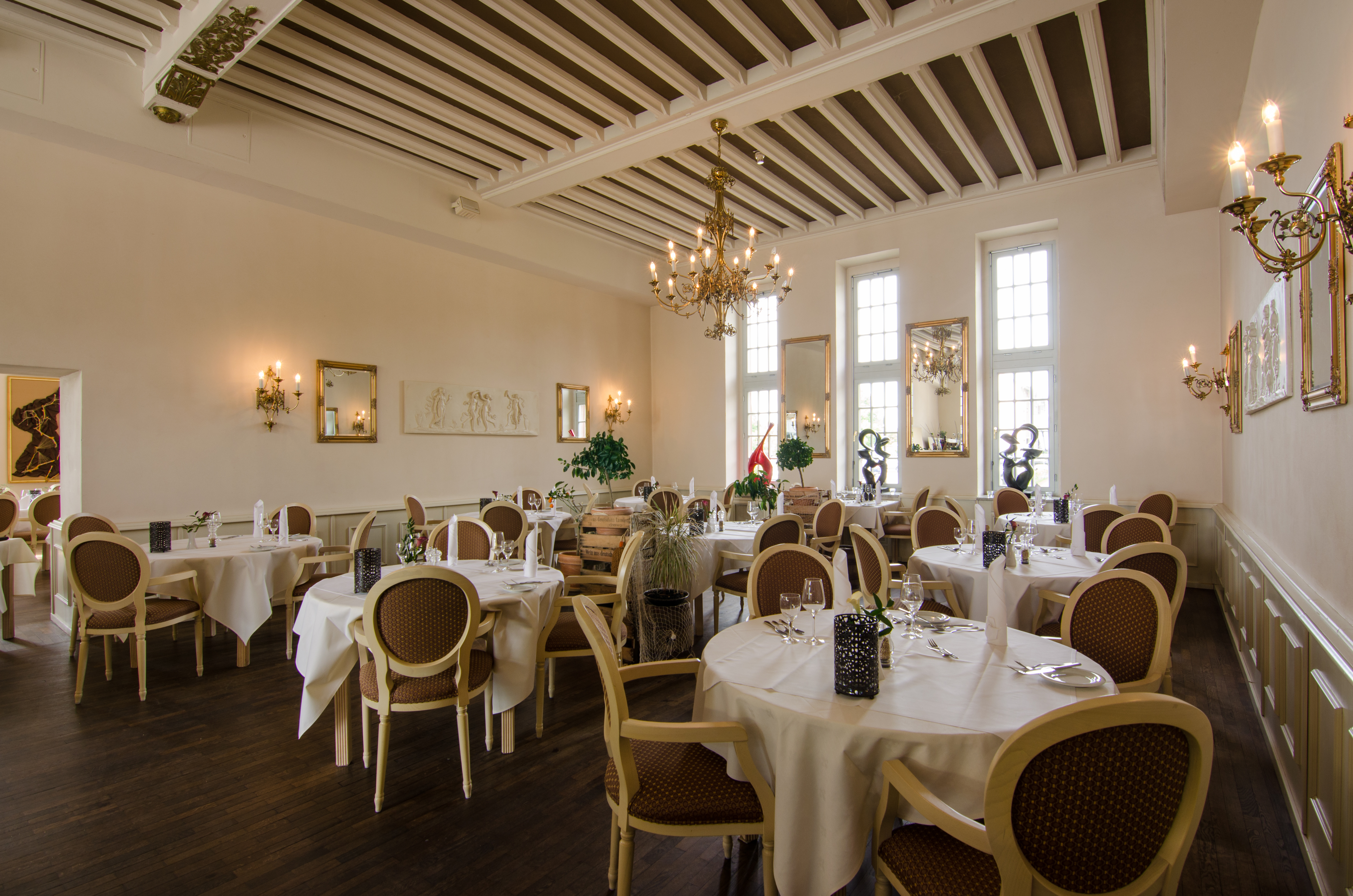
Frühstücksraum im Schloss
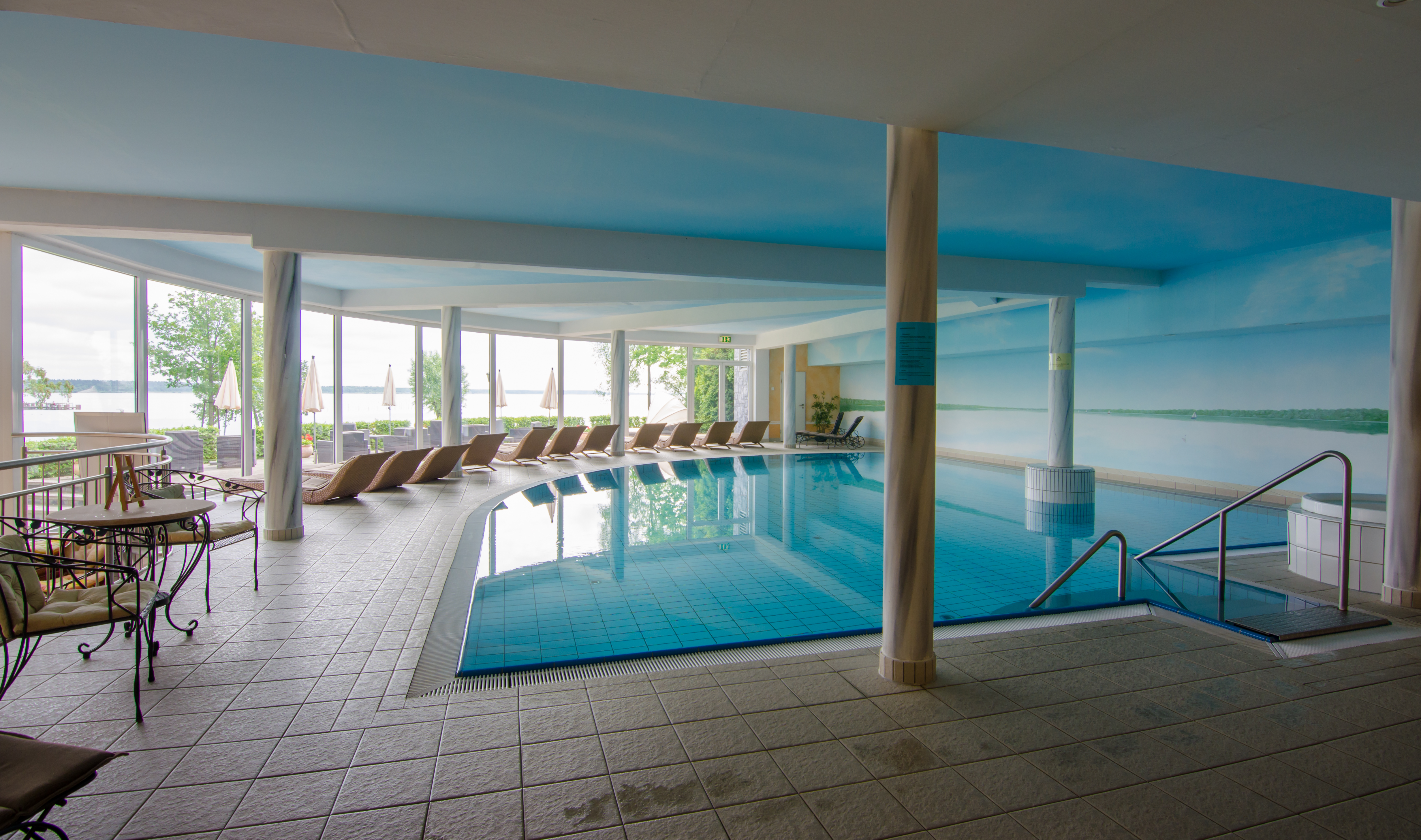
Schwimmbad
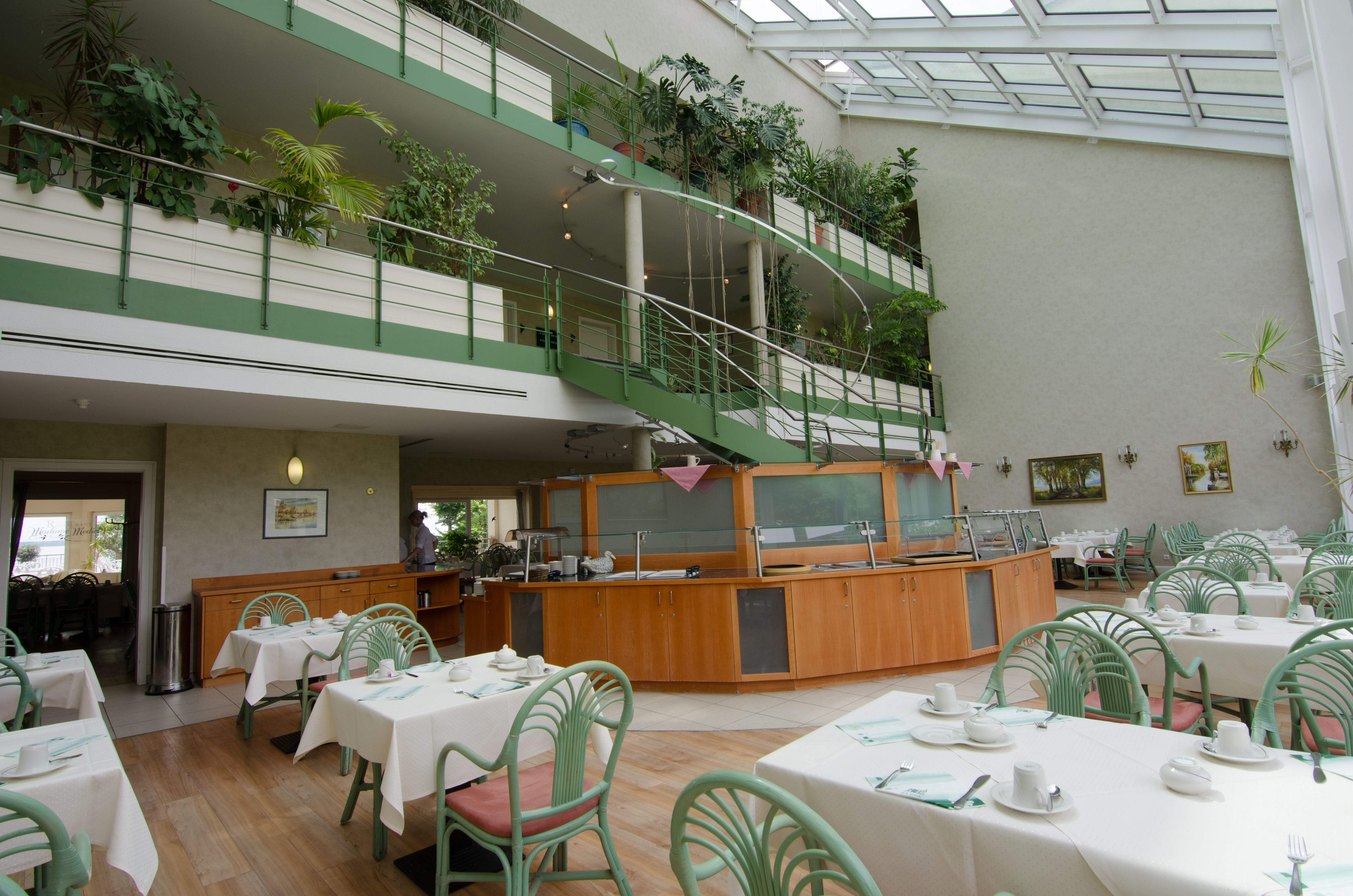
Frühstücksraum in der Orangerie
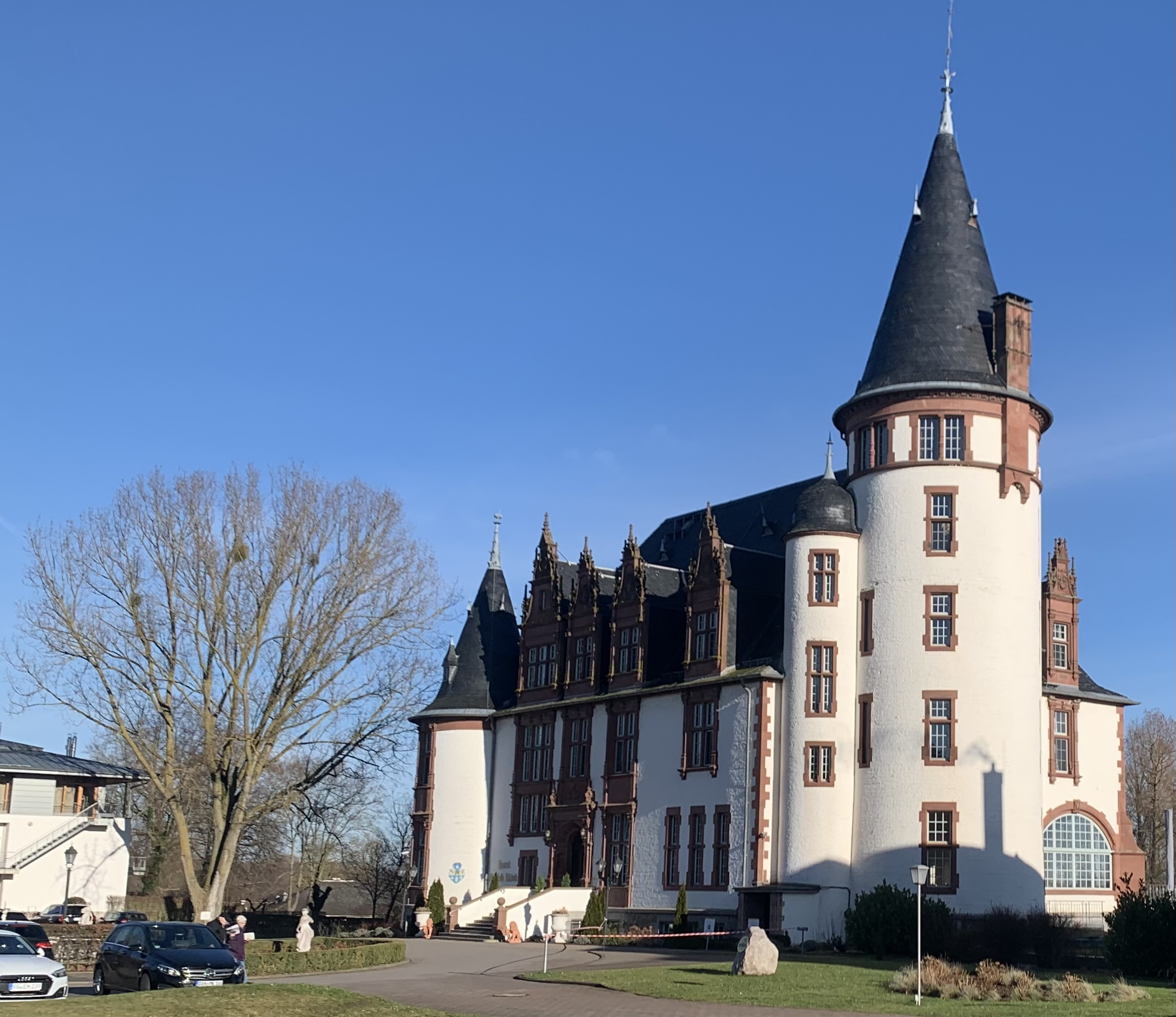
Schloss Klink, Westfassade, 2024
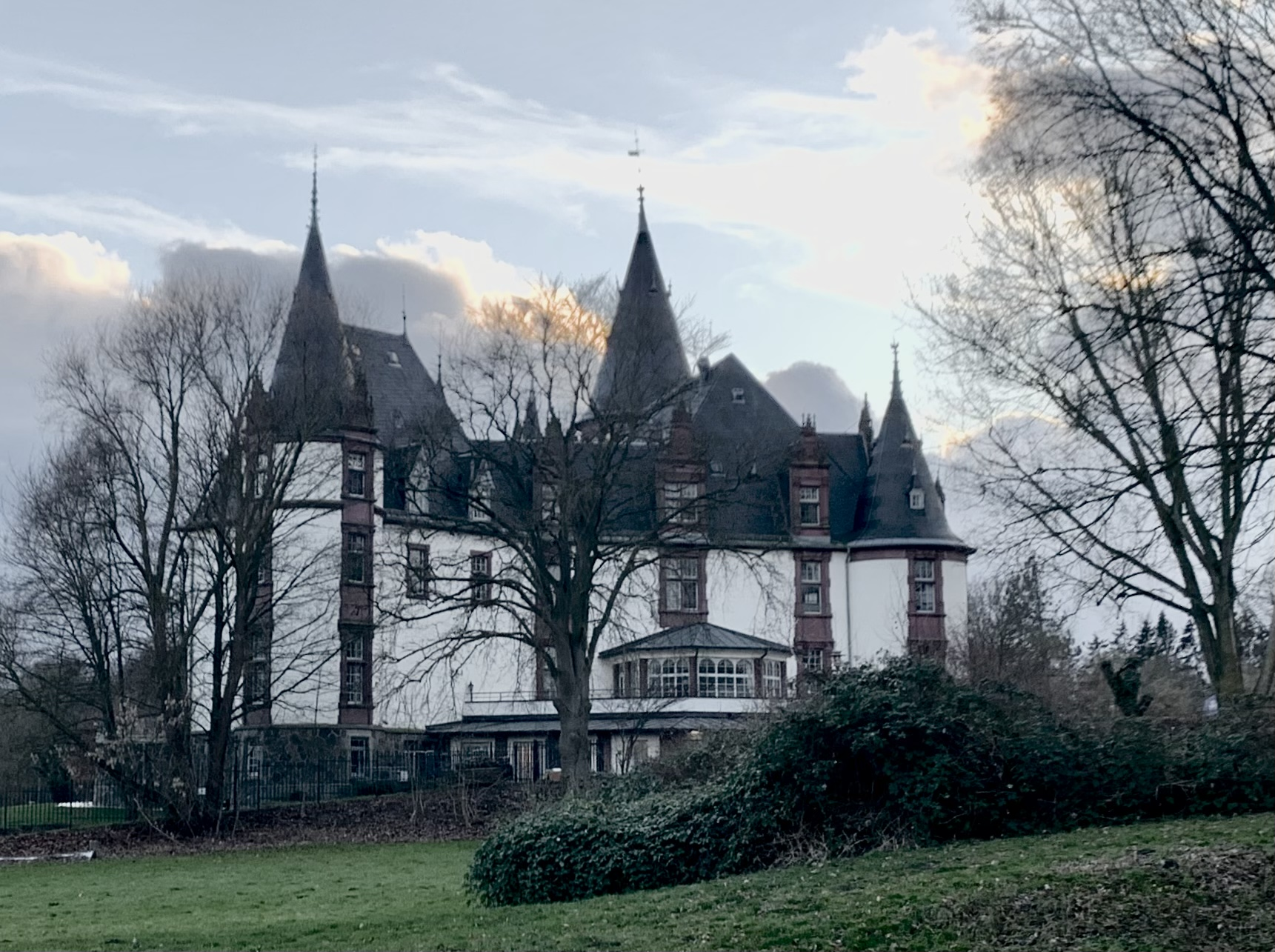
Schloss Klink, Nordfassade, 2024

### Mausoleum
1908 beauftragte von Schnitzler den Münchner Bildhauer Adolf von Hildebrand mit der Errichtung eines Mausoleums südlich des Schlosses direkt an der Müritz, in welchem die Gründer und Vorfahren des Gutes beigesetzt werden sollten. Der kleine Tempel orientierte sich an antiken Vorbildern. Über dem Eingang befand sich ein Bronzerelief mit zwei einen Kranz haltenden Engeln. Den Innenraum schmückte ein Relief, welches Charon mit der Totenfähre und an den Seiten die Parzen darstellte.
Beigesetzt wurden hier Arthur und Hedwig von Schnitzler, ihre Tochter Anna Maria Schnitzler und ihr Sohn Gerhard Eduard Albert Schnitzler. – Am 12. April 1976 wurde das Mausoleum im Auftrag des Rates der Gemeinde Klink durch das Autobahnbaukombinat Rostock-Reutershagen gesprengt.

### Wirtschaftsgebäude
Das Wirtschaftsgebäude, auch Verwalter- oder Gutshaus genannt, nördlich des Schlosses weist über einem Sockel aus Bruchsteinmauerwerk ein massives Erdgeschoss aus Ziegelmauerwerk auf. Darüber gibt es einen hohen Drempel und einen Giebel nach Westen aus Zierfachwerk. Die bewegte Dachlandschaft besteht aus Walmdächern mit zahlreichen Gauben in unterschiedlicher Größe und hohen Schornsteinen.
Es beherbergte Räume für den Schlacht-, Back- und Waschbetrieb. Es gab die Leuteküche und den Essraum für das Personal. Außerdem befanden sich dort Büroräume für den Gutsherrn, den Inspektor und den Buchhalter sowie einige Wohnräume für Personal und weitere Gästeräume.
Nach 1945 diente das Gebäude als Unterkunft für Flüchtlinge, es beherbergte eine Schule und schließlich das Büro der LPG und eine Postfiliale.
Nach einer aufwändigen Restaurierung im Jahre 1997 wird das Gebäude als Hotel mit Restaurant genutzt.

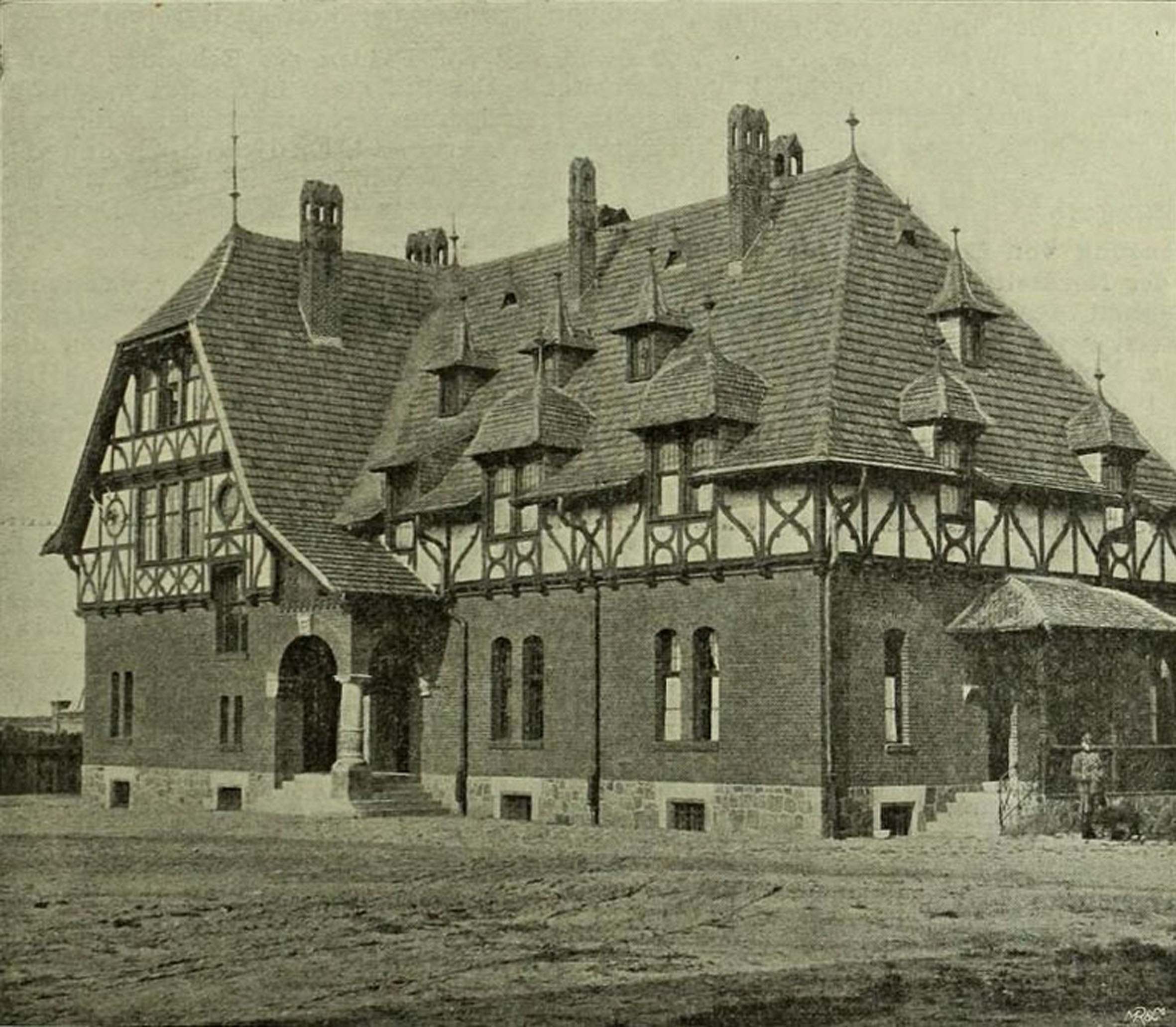
Schloss Klink, Wirtschaftsgebäude, Blick von Südwesten, 1903
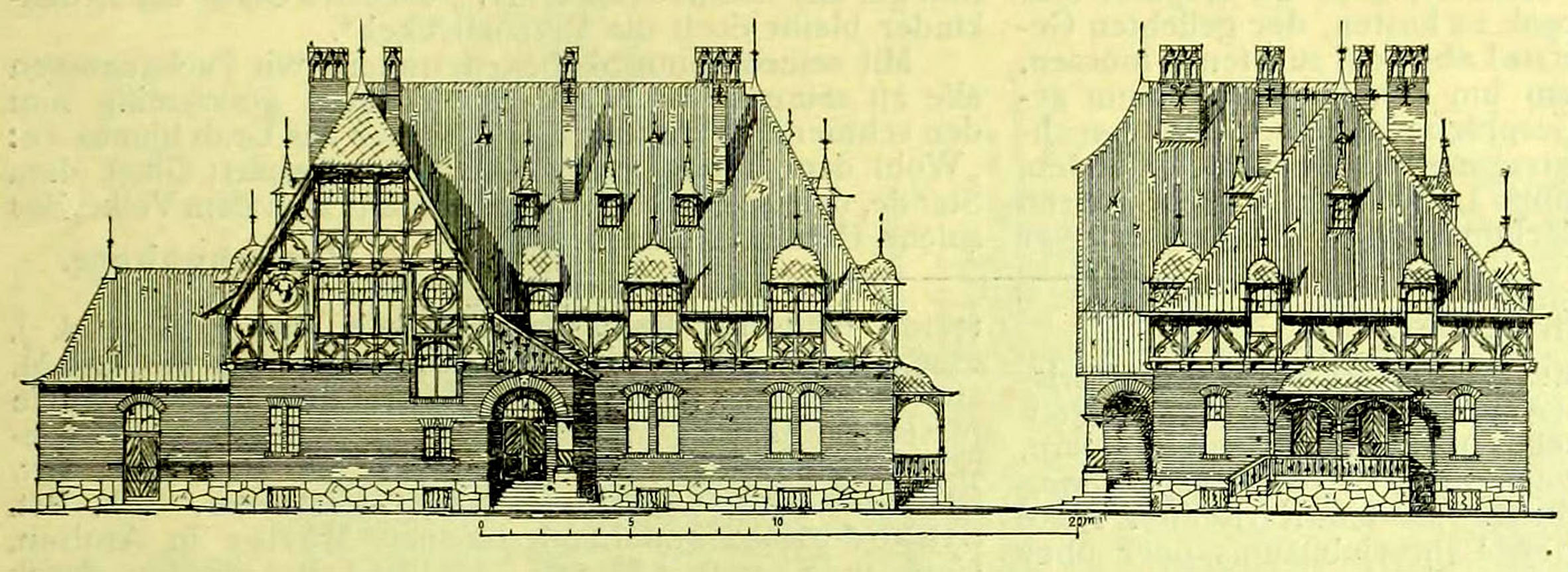
Schloss Klink, Wirtschaftsgebäude, Ansichten, 1903
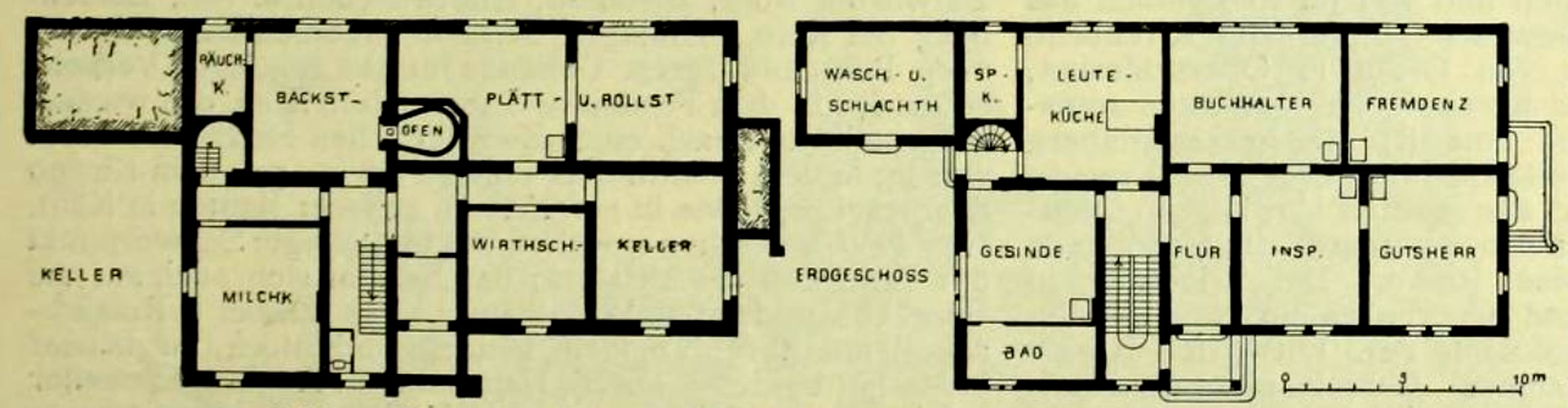
Schloss Klink, Wirtschaftsgebäude, Grundrisse, 1903
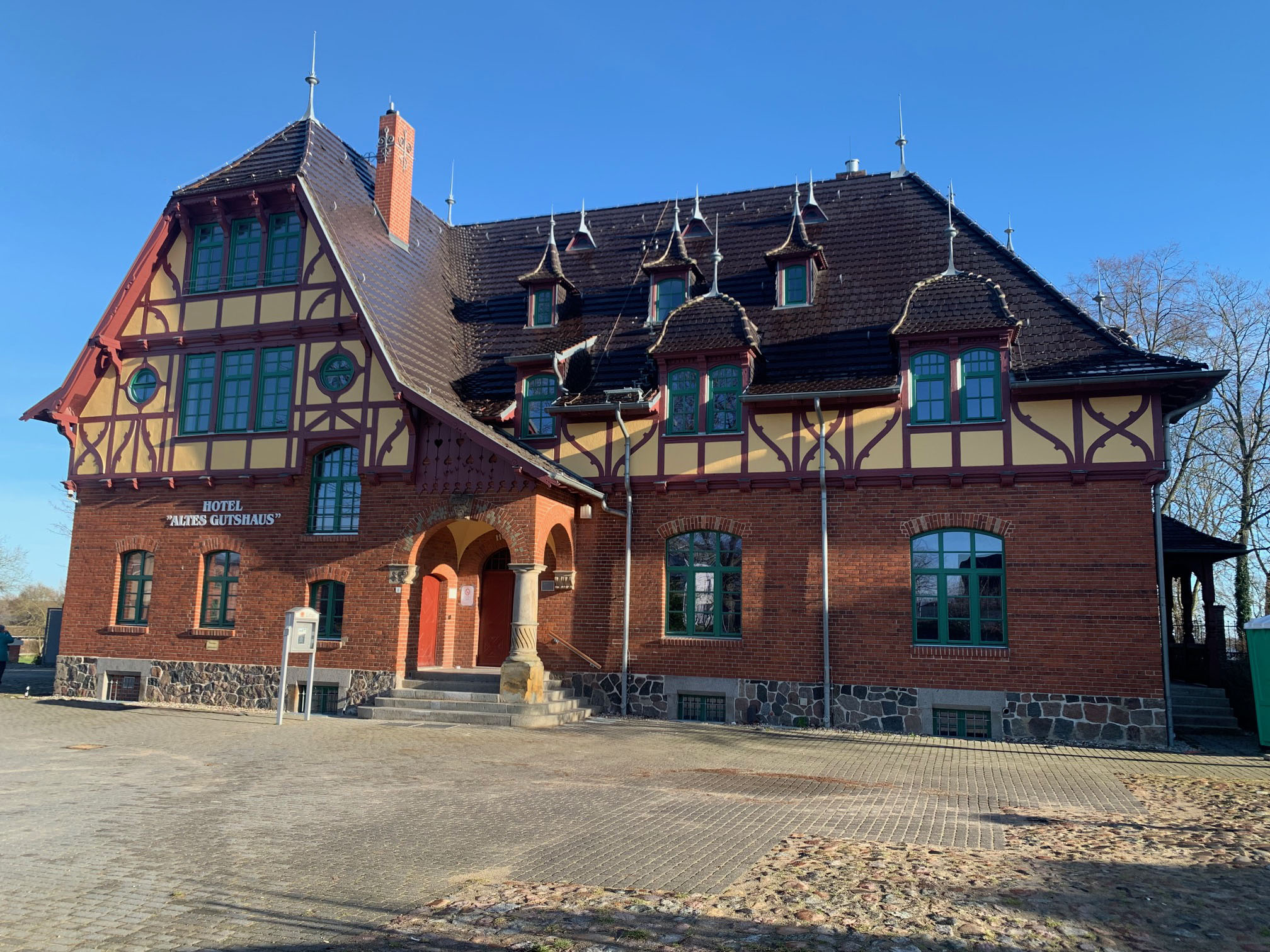
Schloss Klink, Wirtschaftsgebäude, jetzt Hotel, 2024

### Torhaus
Das Torhaus diente als Pförtner- und Gärtnerhaus. Dort waren die Wohnräume für die beiden Schlossangestellten untergebracht. Seit der Sanierung 1996 beherbergt es die Touristen-Information.

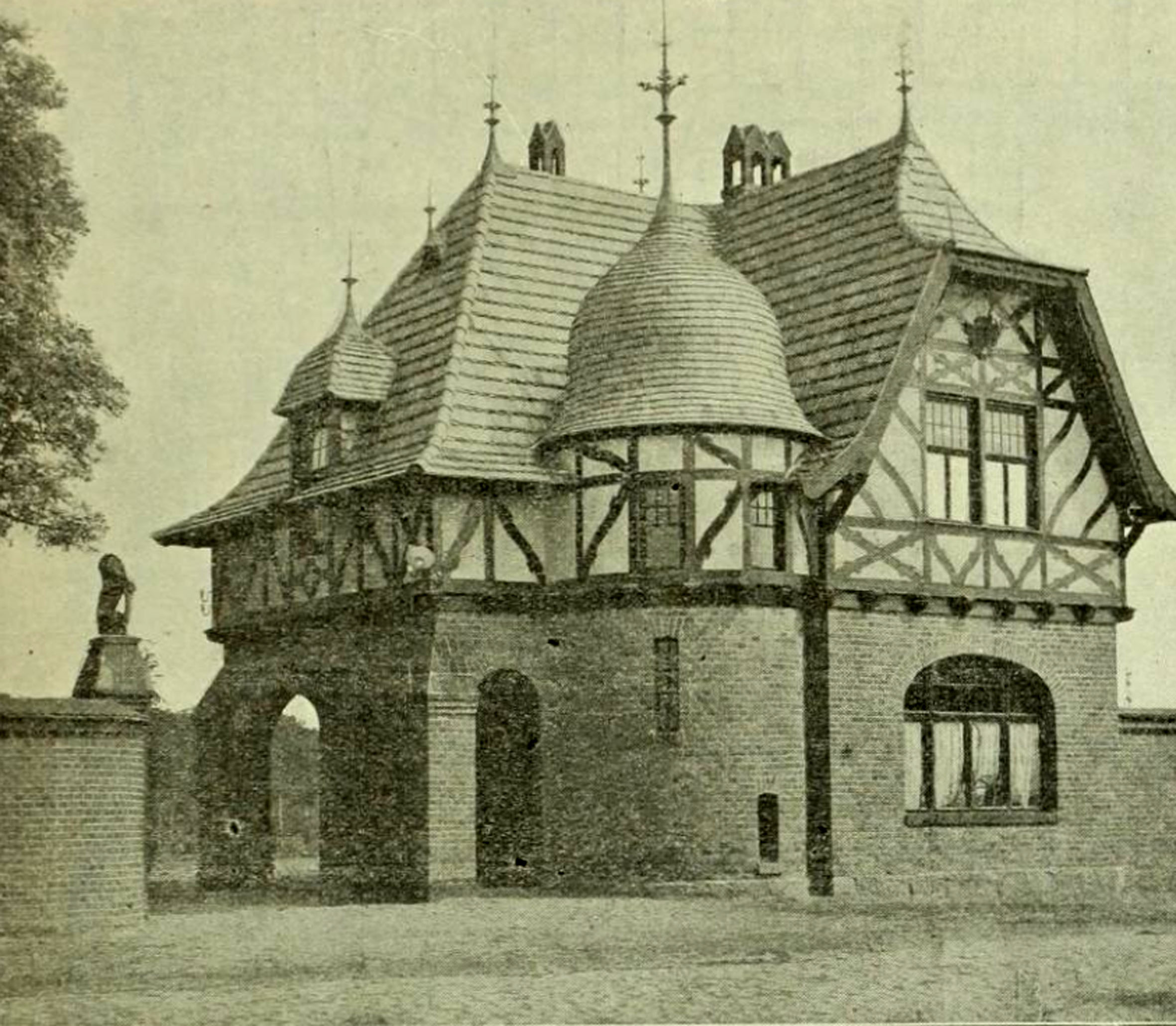
Schloss Klink, Torhaus, Blick von Nordwesten, 1903
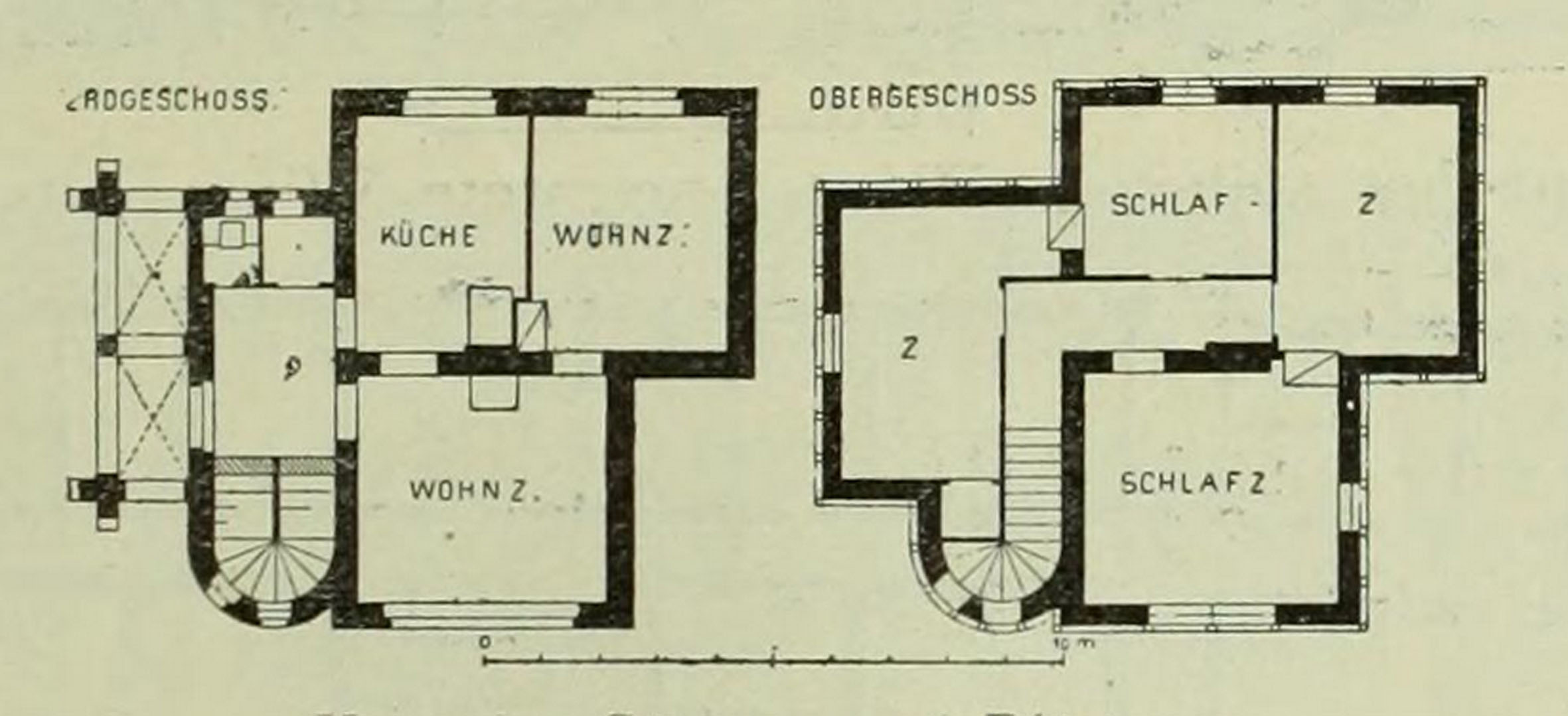
Schloss Klink, Torhaus, Grundrisse, 1903
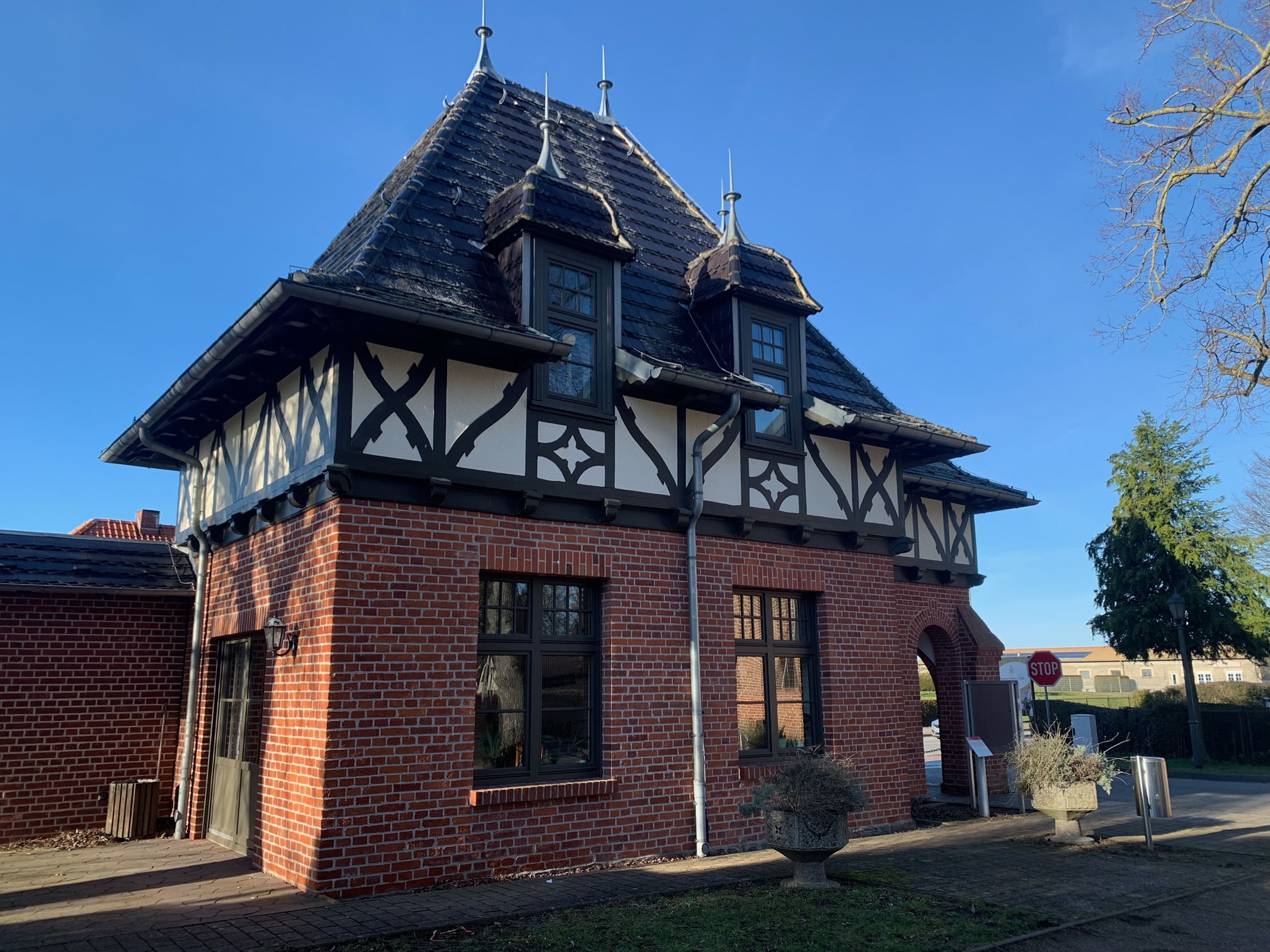
Schloss Klink, Torhaus, Blick von Südosten, 2024
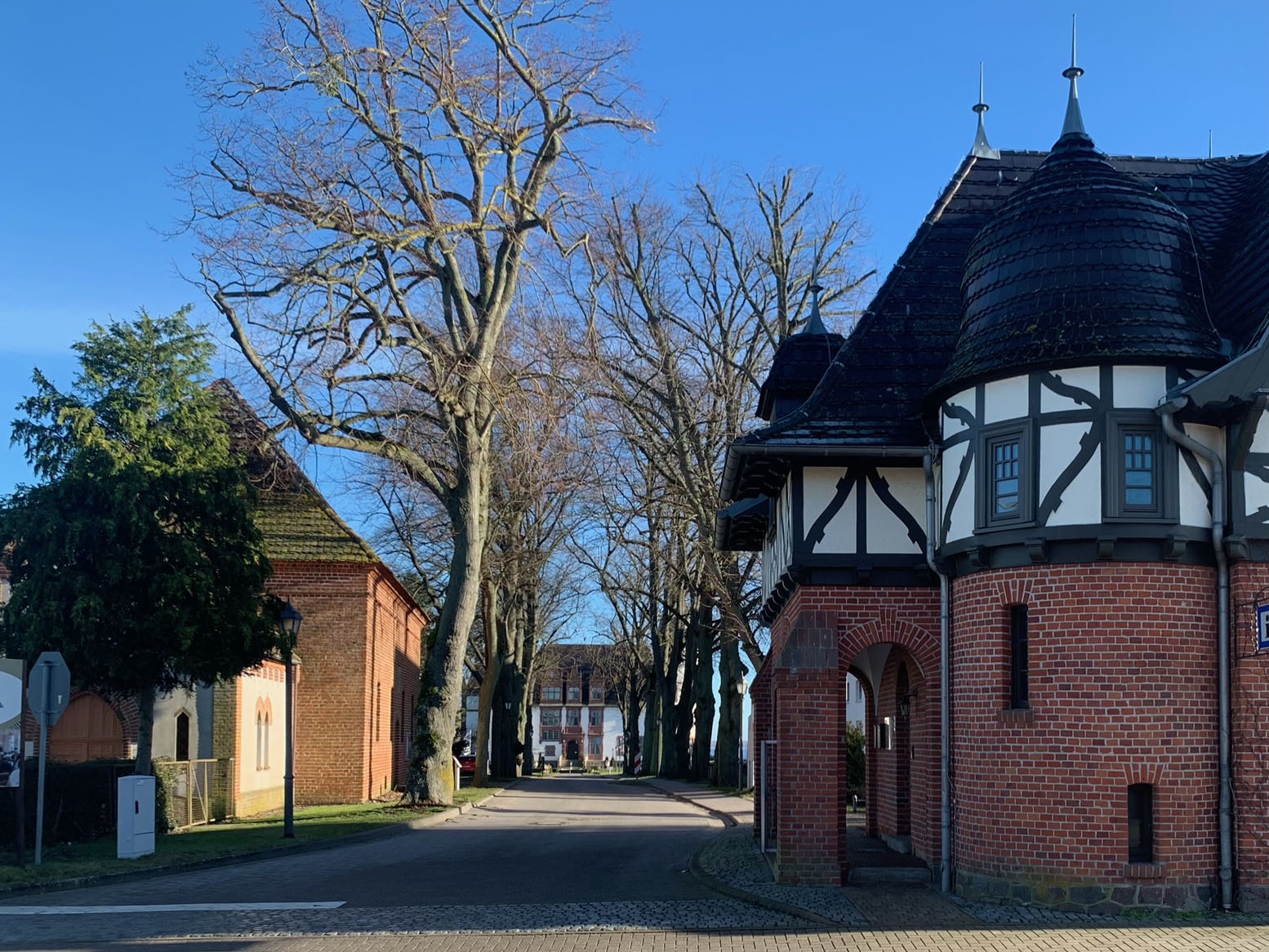
Schloss Klink, Zufahrtsallee, 2024

### Gebäude des Wirtschaftshofes
Bis heute haben sich neben dem Wirtschaftsgebäude eine Anzahl an Gebäuden des ehemaligen Wirtschaftshofes erhalten, die die für die Zeit üblichen Gestaltungsmerkmale aufweisen: flach geneigte Dächer, Ziegelfassaden mit Lisenen, Segmentbögen und gezahnten Gesimsen. Dazu gehören:
- Der Pferde- und Fohlenstall  am ehemals nördlichen Rand des Wirtschaftshofes. 2020 nach der Zerstörung der angebauten Tennishalle durch Brand im Jahr 2019 restauriert.
- Der Schweinestall, östlich davon, mit einem Anbau am Ostgiebel.
- Ein Teil des ehemaligen Kutschstalls, am südlichen Rand des ehemaligen Wirtschaftshofes, heute als Wohnhaus genutzt.
- westlich davon einige weitere Teile der südlichen Randbebauung des Hofes, die heute Werkstatt- und Unterstellzwecken dienen.

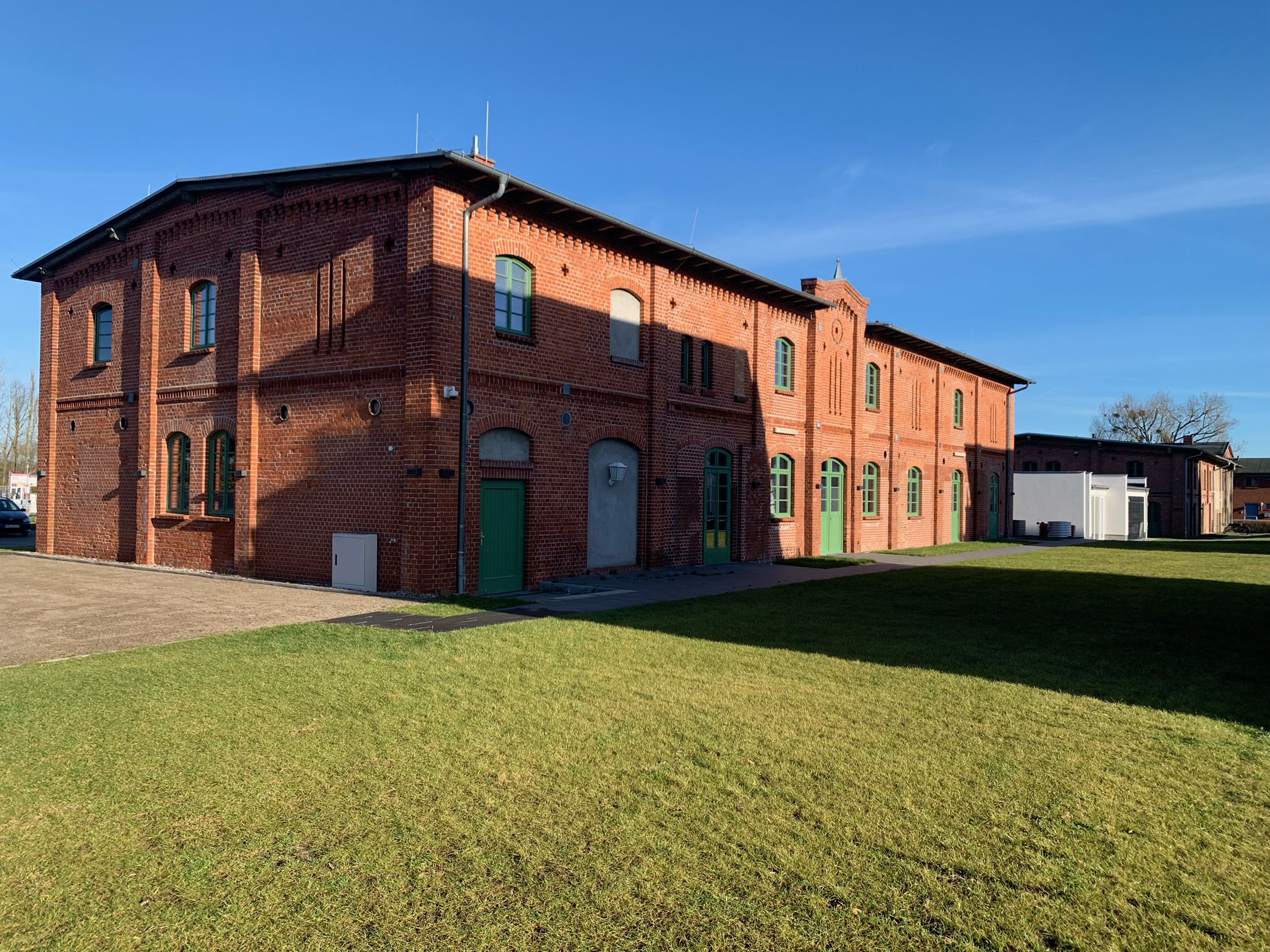
Schloss Klink, ehemaliger Pferdestall, Südseite, 2024
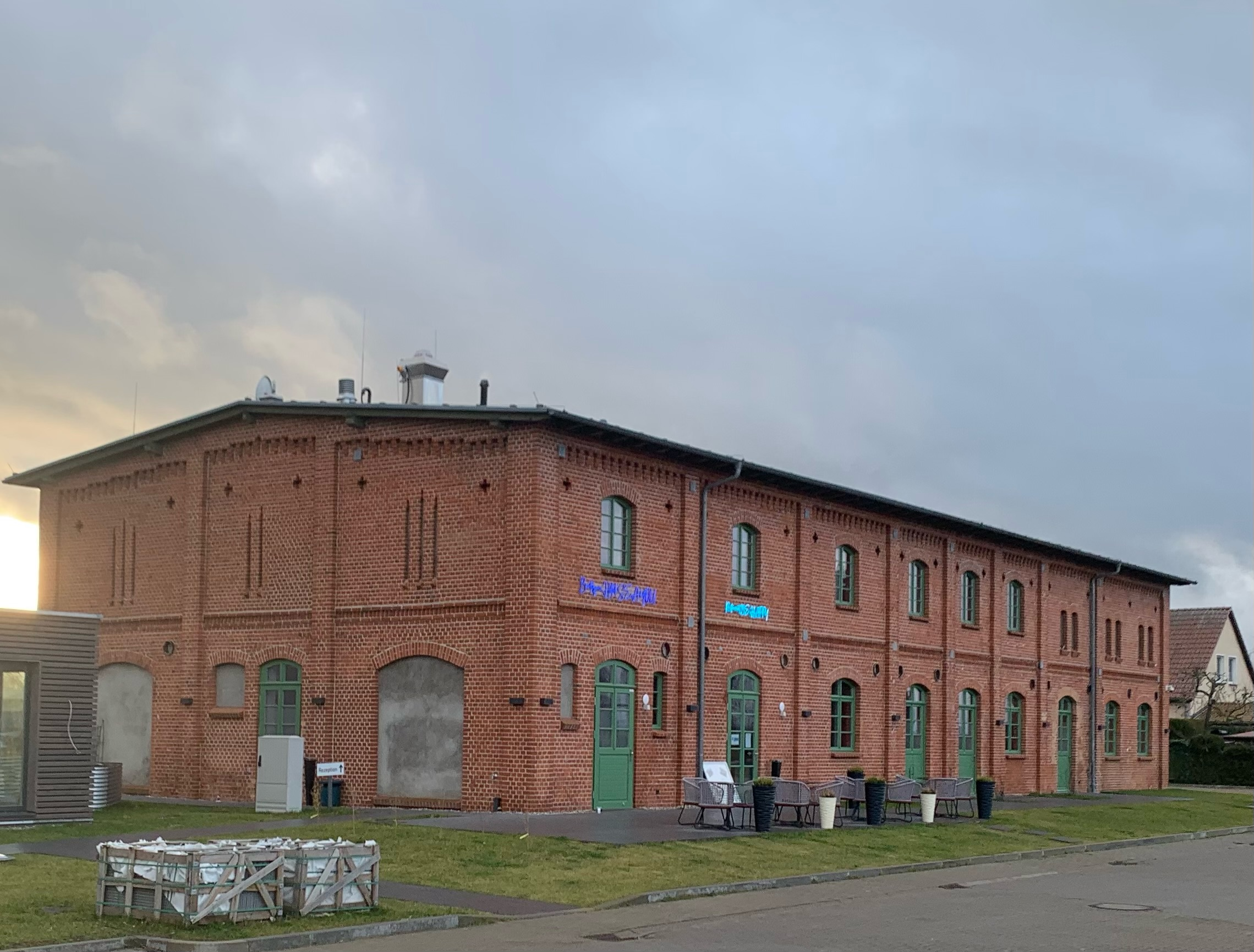
Schloss Klink, ehemaliger Pferdestall, Nordseite, 2024
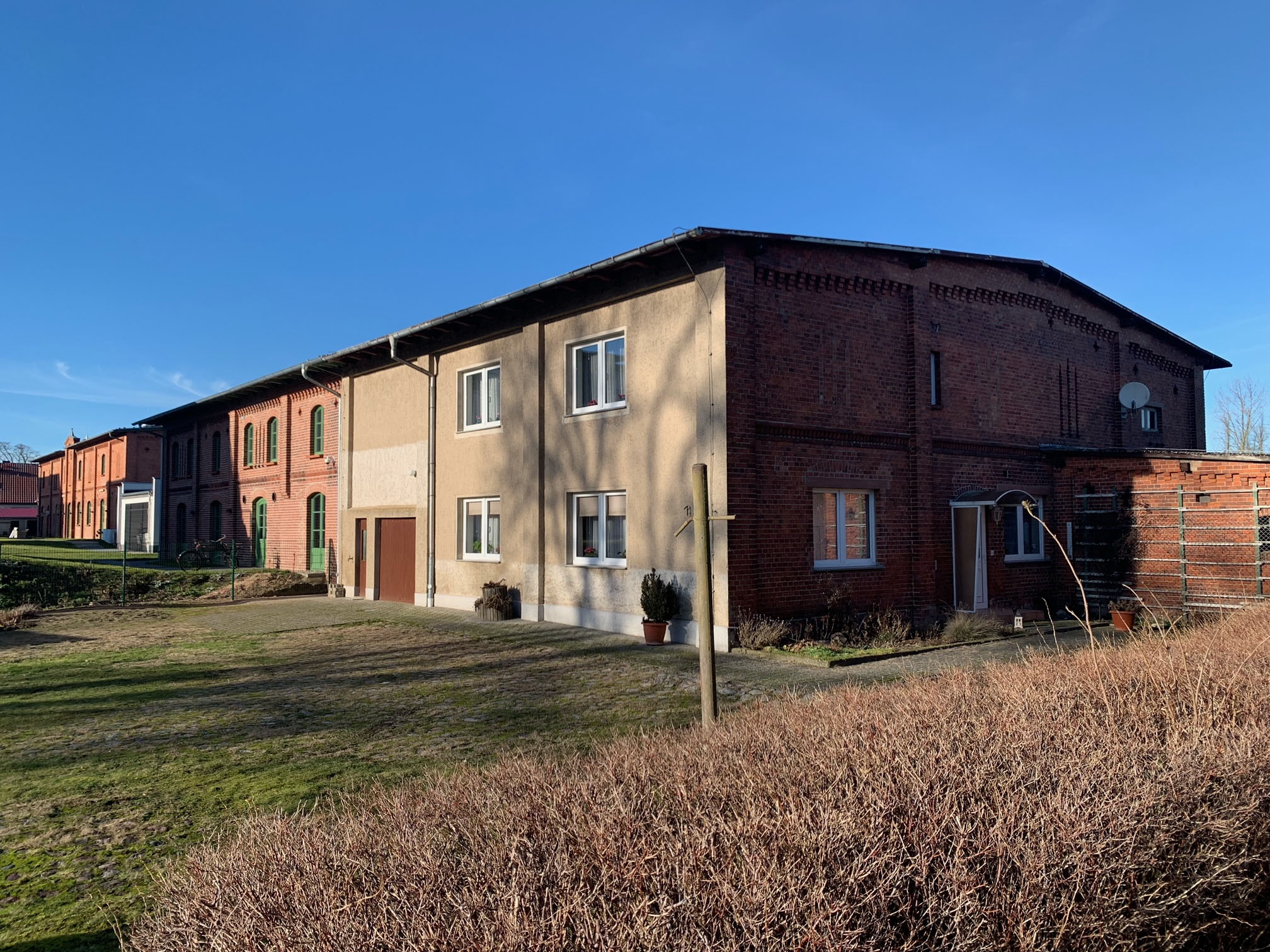
Schloss Klink, ehemaliger Schweinestall, Südseite, 2024
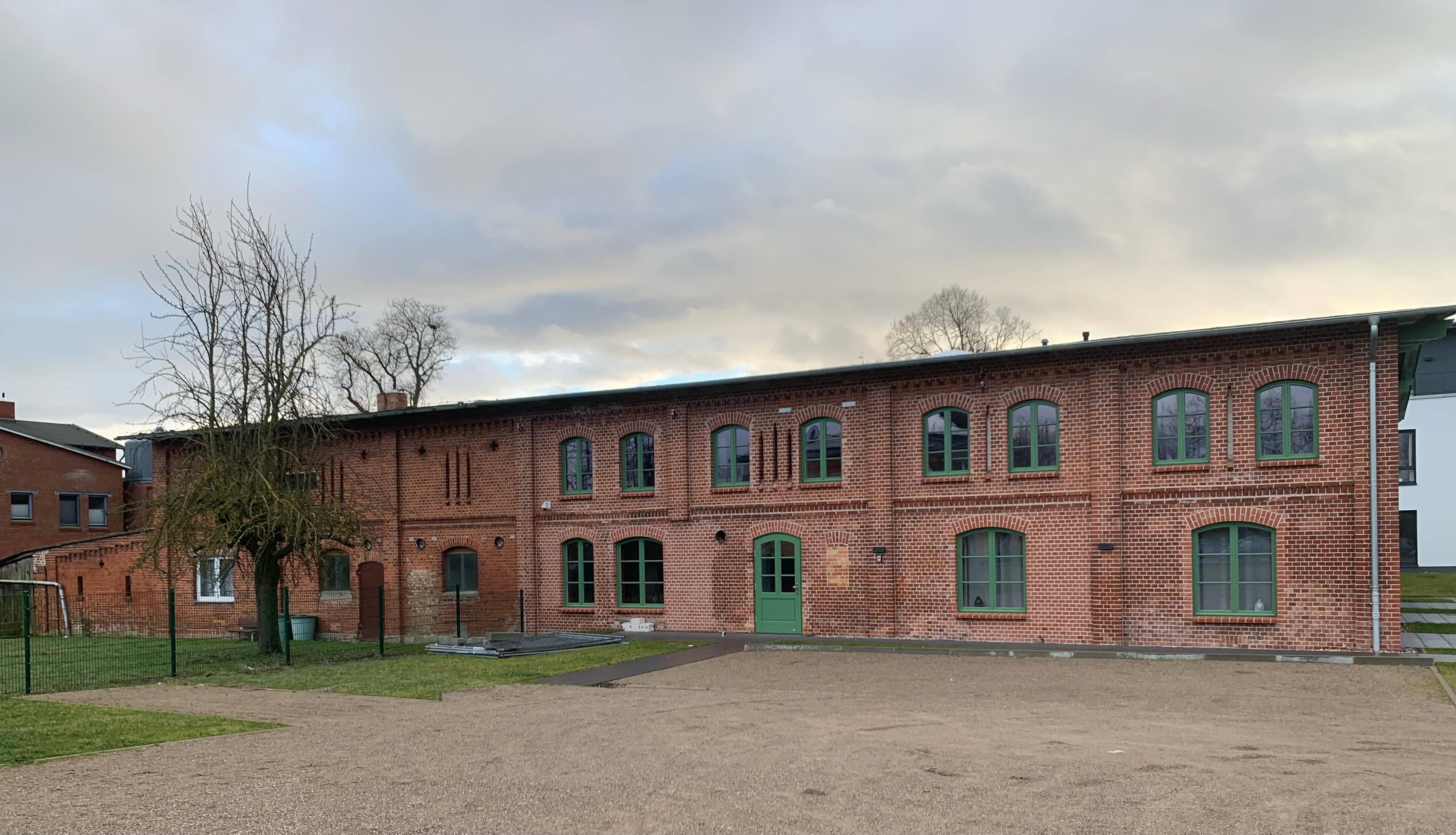
Schloss Klink, ehemaliger Schweinestall, Nordseite, 2024
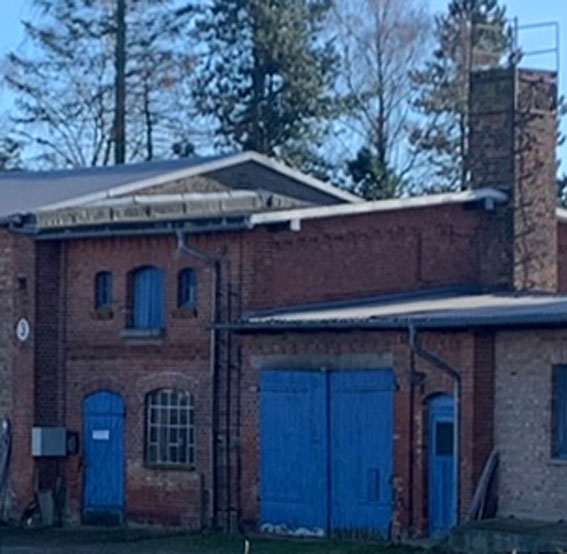
Schloss Klink, Nebengebäude, 2024
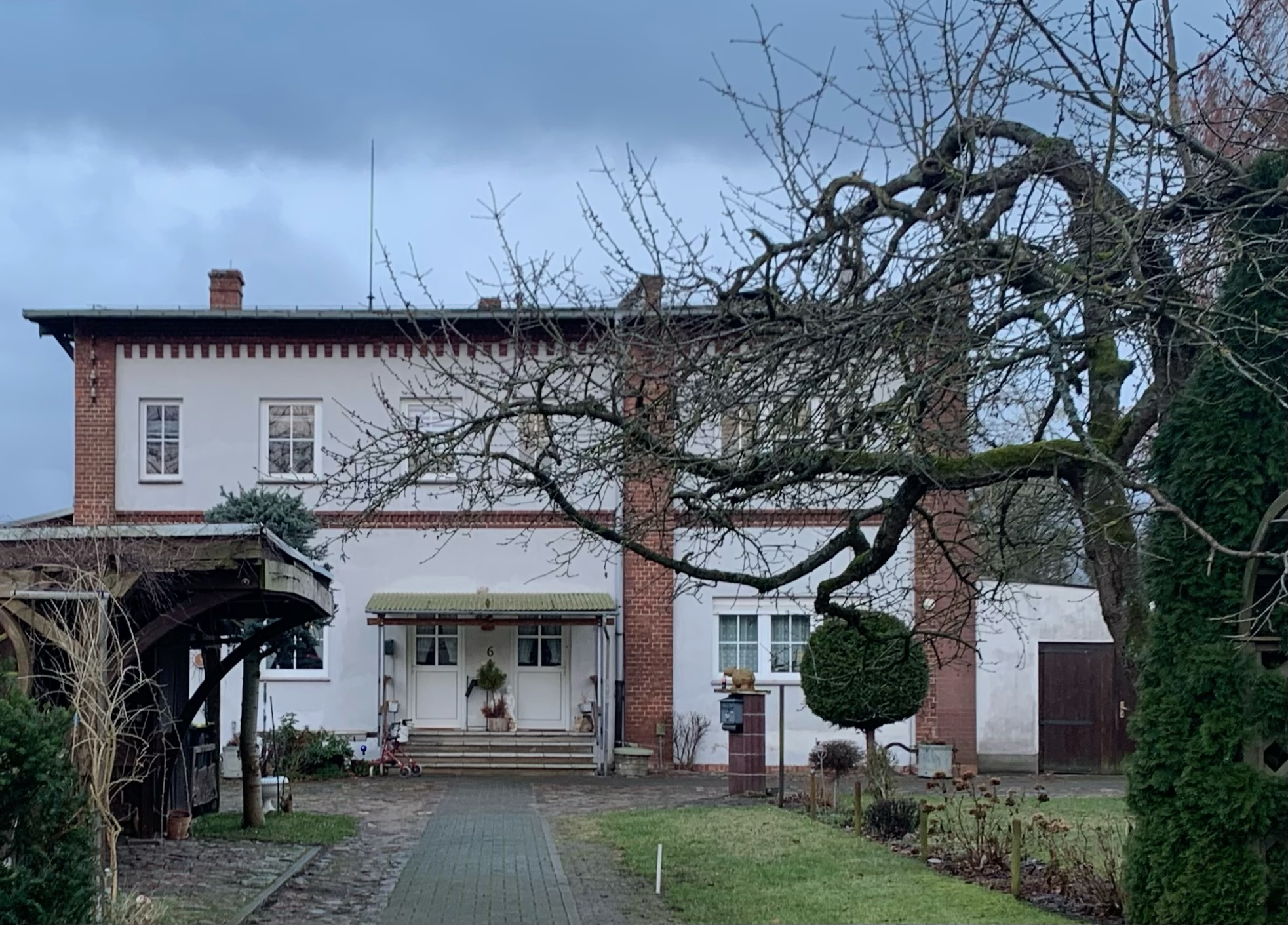
Schloss Klink, ehemaliger Kutschstall, 2024

## Denkmalschutz

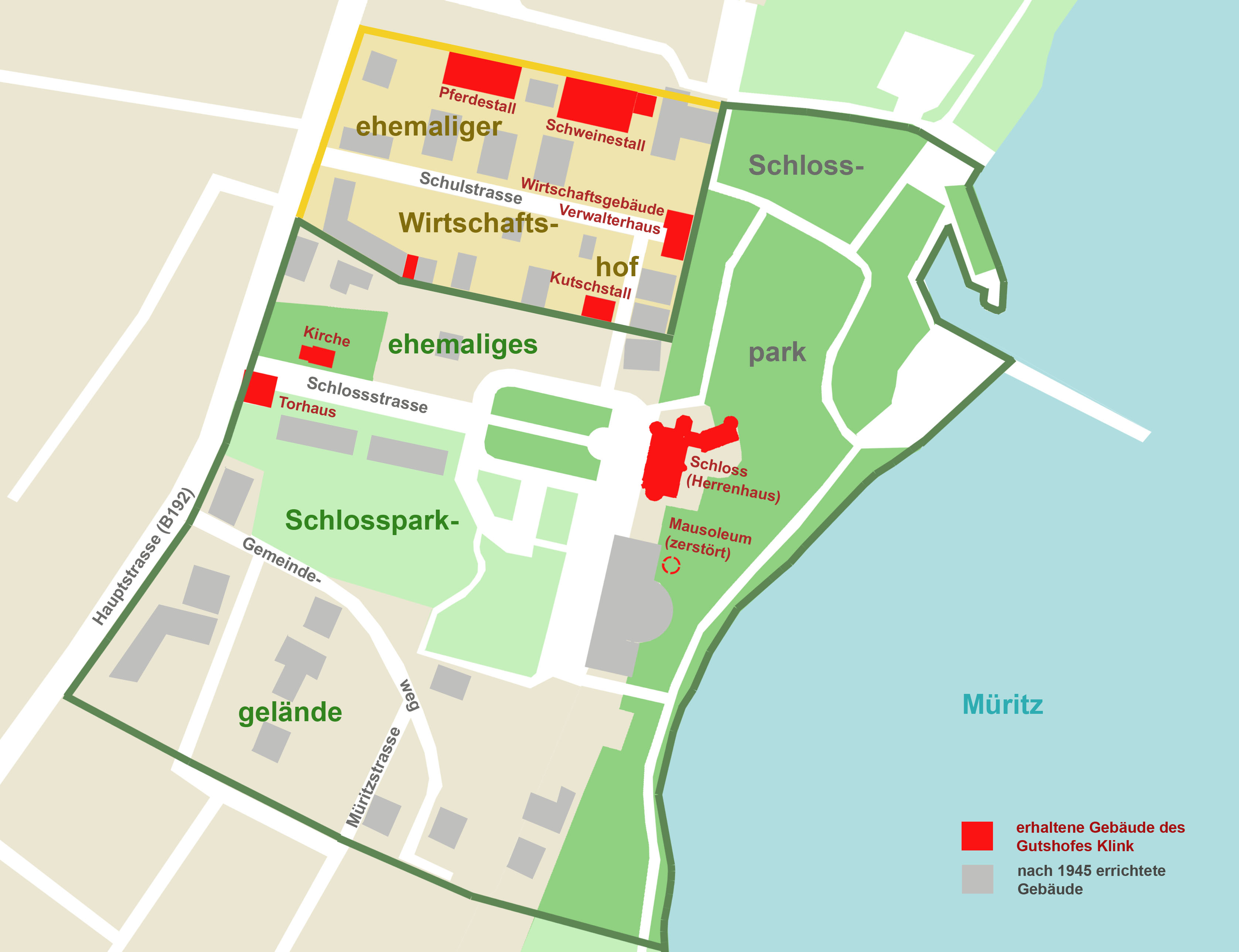
Lageplan des ehemaligen Gutshofes Klink mit heutiger Bebauung, 2024

Das ehemalige Gut mit seinem Park und dem Wirtschaftshof ist heute in seiner baulichen und freiräumlichen Struktur, wie sie bis 1945 bestand nicht mehr erlebbar. Teile des Parkes und des Wirtschaftshofes sind nach 1945 bebaut worden. Die von den Architekten Grisebach & Dinklage errichteten Gebäude (Schloss, Torhaus und Wirtschaftsgebäude) sind jedoch ebenso erhalten wie die Schlosserweiterung von Ernst Paulus und Olaf Lilloe sowie einige Gebäude des Wirtschaftshofes, auch wenn deren ursprüngliche Ausrichtung auf das Wirtschaftsgebäude/Verwaltergebäude und der große Hof, den diese Gebäude umstanden nicht mehr erkennbar ist. Fünf dieser Gebäude stehen als Einzeldenkmale unter Denkmalschutz, außerdem die Reste des ehemaligen Schlossparks. Für zwei der Gebäude ist bisher auch eine Unterschutzstellung als Teil des Ensembles nicht erreicht worden.